# Т-70
Т-70 — радянський легкий танк періоду Другої світової війни. Розроблений в жовтні — листопаді 1941 року на Горьківському автомобільному заводі (ГАЗ) під керівництвом Миколи Олександровича Астрова, провідного розробника всієї вітчизняної лінії легких танків того періоду. У січні 1942 року Т-70 був прийнятий на озброєння Червоної армії і серійно випускався на декількох машинобудівних заводах. Виробництво Т-70 тривало до жовтня 1943 року, коли за результатами бойових дій літа цього року і великої потреби РСЧА в самохідно-артилерійських установках СУ-76 на його базі, було прийнято рішення про припинення серійного випуску. Всього було випущено 8231 танків цього типу.
Починаючи з літа 1942 року, легкі танки Т-70 взяли активну участь у боях Радянсько-німецької війни. Апогеєм їх бойової служби стала Курська битва, після чого вони стали зникати з частин Червоної армії, хоча окремі екземпляри використовувалися аж до кінця війни. За кількістю випущених машин Т-70 став другим за чисельністю типом танків в Червоній армії 1941—1945 рр.. На базі Т-70 в кінці 1942 року була побудована легка самохідно-артилерійська установка безпосередньої підтримки піхоти СУ-76, ряд прототипів легких танків з поліпшеним озброєнням або ергономікою і дослідні зразки зенітних танків. Незабаром після закінчення війни Т-70 був знятий з озброєння Радянської армії. Досить велика кількість подібних танків збереглася до нашого часу у військових музеях і меморіалах Росії, держав СНД і країн далекого зарубіжжя.

## Історія створення
У вересні 1941 року на озброєння РСЧА був прийнятий легкий танк Т-60 конструкції М. А. Астрова, і відразу на декількох заводах було розгорнуто серійне виробництво нової машини. Серед цих підприємств був і Горьківський автомобільний завод, виробничі потужності якого цілком дозволяли випуск більш серйозних по бойових характеристиках танків, ніж Т-60. Після дрібносерійного випуску ряду малих плаваючих танків в кінці 1930-х років ГАЗ танкобудуванням не займався, але ряд його співробітників уже мав певний досвід у цій галузі. Для допомоги в організації виробництва легких танків на ГАЗ був направлений М. А. Астров, який після прибуття в Горький одразу ж включився в роботу по посиленню конструкції Т-60, використовуючи потенціал ГАЗу.
На підставі свого аванпроекту від вересня 1941 М. А. Астров разом із співробітниками танкового конструкторського бюро ГАЗу В. О. Дєдкова, А. М. Крігера та інших в жовтні того ж року почав роботи з проектування модернізованої «шестидесятки». Основними напрямками модернізації були посилення озброєння й підвищення потужності силового агрегату машини. Для вирішення останнього завдання використовувалася «спарка» з двох двигунів ГАЗ-202 потужністю 70 к.с. кожен, послідовно з'єднаних один з одним. Цю силову установку вдалося розмістити в бронекорпус тієї ж компонувальної схеми, що і у Т-60, але більша довжина «спарки» потребувала подовження корпусу і додавання п'ятого опорного котка на борт. Як основне озброєння модернізованого танка передбачалася дещо модифікована 45-мм танкова гармата зр. 1938 р. (20-К) в литій обтічній башті конструкції В. О. Дєдкова.
За створенням цього танка спостерігало вище керівництво країни на чолі з Й. В. Сталіним і квапило конструкторів з виконанням завдання, висловлюючи незадоволення з приводу зриву ГАЗом термінів розробки. Дослідний зразок нового танка ГАЗ-70 (проектне позначення 0-70 або 070) був зібраний 14 лютого 1942 року і відправлений в Москву для показу і випробувань, що почалися 20 числа того ж місяця. Відносно бронювання ГАЗ-70 є ряд розбіжностей в джерелах — М. Свірін і М. Коломієць стверджують, що воно було злегка посилено в порівнянні з Т-60, тоді як І. Г. Желтов з співавторами наводять товщини, аналогічні серійним Т-70. ГАЗ-70 не справив великого враження на військових фахівців РККА — практично рівноцінне з Т-60 бронювання, одномісна башта. Однак М. А. Астров пообіцяв в найкоротші терміни усунути виявлені при випробуваннях недоліки. Найшвидше це вдалося зробити з бронюванням — товщину лобової частини нової машини довели до 45 мм в нижній лобовій деталі і 35 мм — у верхній.

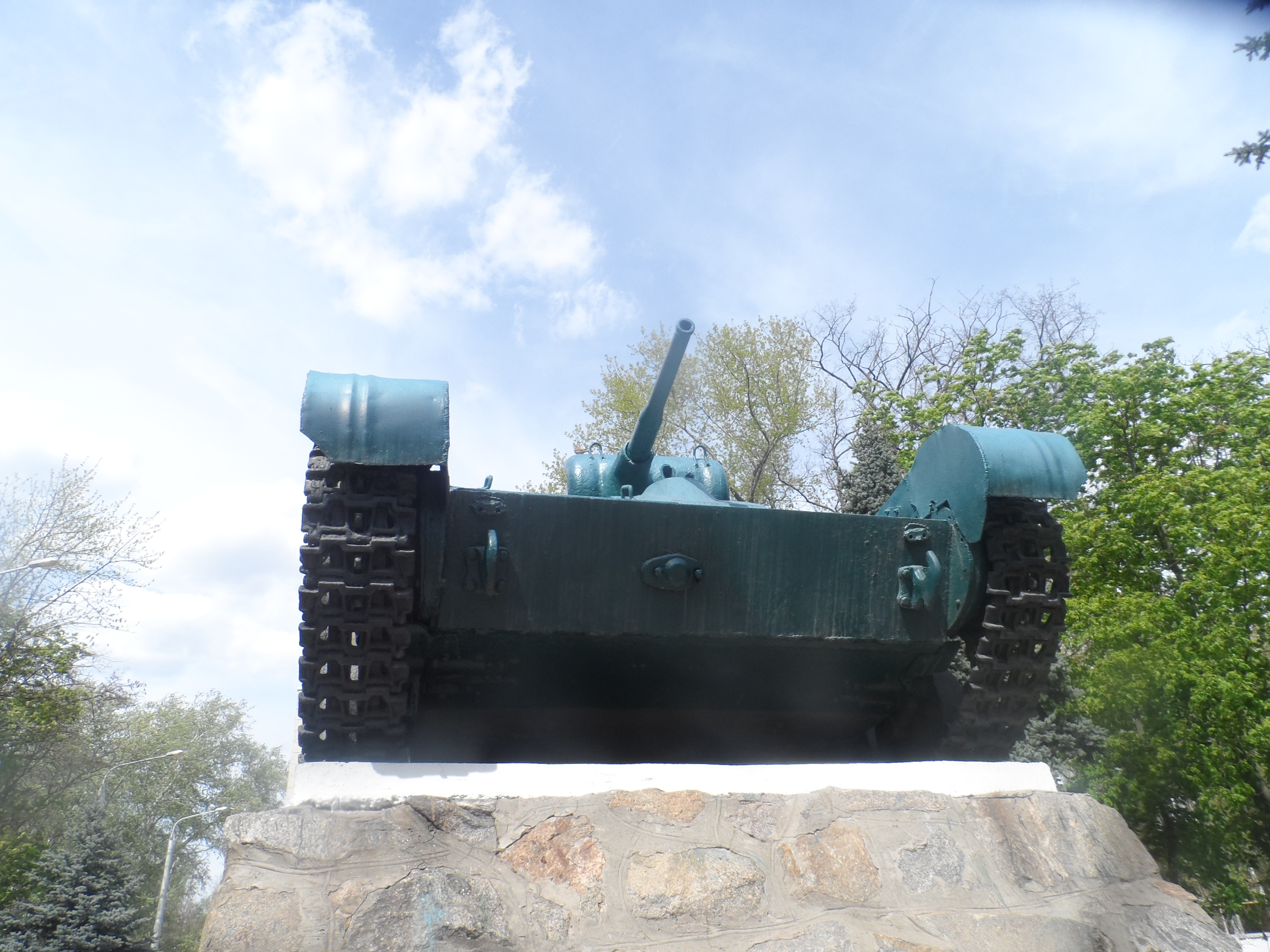

6 березня 1942 постановою № 1394сс Державного комітету оборони (ДКО) за підписом Й. В. Сталіна новий танк приймався на озброєння РККА під індексом Т-70. У тому ж документі містився наказ ГАЗу почати серійне виробництво «семидесятки» при усуненні виявлених недоліків конструкції, а через три дні постановою ДКО № 1417сс до серійного випуску Т-70 підключалися заводи № 37 і 38. Оскільки лита башта продемонструвала погану стійкість навіть до вогню німецьких 20-мм гармат, а потовщення її броні було неможливо з цілого ряду конструктивних і виробничих причин, Т-70 оснастили зварною шестигранною баштою.

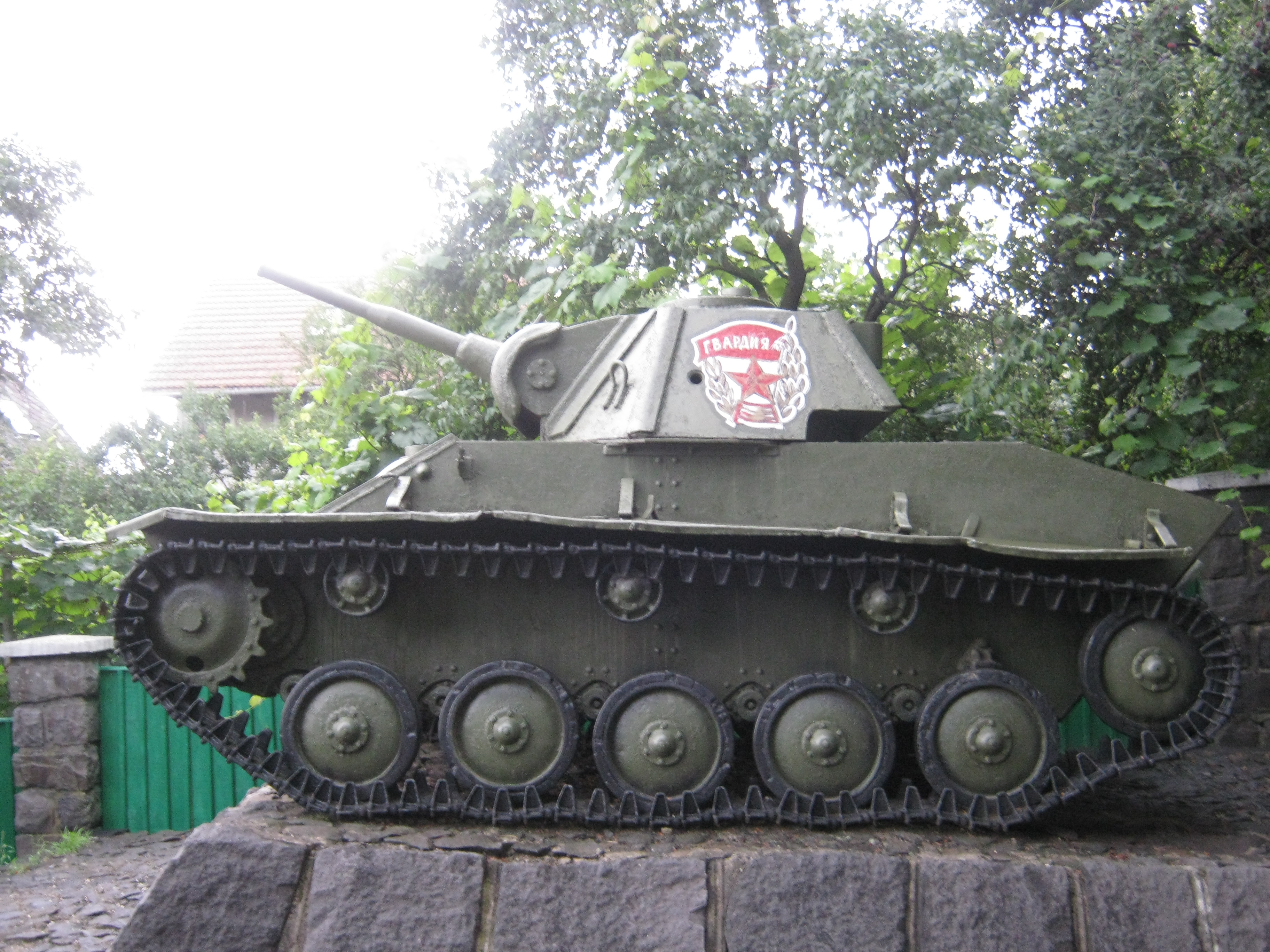
Т-70. Меморіальний комплекс у м. Ужгород

Складніше було з двомісною баштою для «семидесятки». Хоча М. А. Астров і його співробітники відразу ж, з квітня 1942 року, зайнялися цим питанням, швидко вирішити його не вдалося. Сама конструкція двомісної башти особливою трудністю не була, але вже на стадії аванпроекту стало ясно, що її установка збільшить вагу танку до 10,5-11,5 тонн. Хоча стандартна «спарка» ГАЗ-203 потужністю 140 к.с. забезпечувала важчій машині питому потужність 12,2-13,3 к.с./т, що більше, ніж у Т-60 (10-11 к.с./т), викликала великі сумніви надійність ходової частини, успадкованої від Т-60. Випробування довантаженими до 11,5 тонн Т-70 підтвердили побоювання — ламалися траки, лопалися торсіони підвіски, швидко зношувалися гумові бандажі опорних котків, у важких умовах швидше виходили з ладу вузли та агрегати трансмісії, яка працювала з більшим навантаженням через збільшення опору руху більш важкого танку. Тому основна робота розгорнулася в плані посилення деталей і вузлів танка, що опинилися недостатньо міцними, а також форсування силового агрегату до 170 к.с. У серпні — жовтні 1942 року всі необхідні компоненти (двигун, двомісна башта, посилена ходова частина) випробовувалися на дослідному варіанті Т-70, який був рекомендований до прийняття на озброєння РСЧА. Однак цього так і не було зроблено, а в конструкцію серійних Т-70 вирішили внести зміни, що стосуються тільки посиленої ходової частини. Ця модифікація одержала позначення Т-70М і з початку жовтня 1942 року була запущена в серійне виробництво на ГАЗі, трохи пізніше — і на заводі № 38. Мабуть, причиною відмови від виробництва Т-70 з двомісною баштою послужила підготовка до серійного виробництва більш досконалого легкого танка Т-80, який був подальшим розвитком «семидесятки» з урахуванням усіх вимог щодо поліпшення ергономіки, енергоозброєності та захищеності останнього.
Також Т-70 послужив базою для розробки великого числа дослідних легких танків з посиленим озброєнням, самохідних артилерійських і зенітних установок. На його основі була створена легка самохідно-артилерійська установка безпосередньої підтримки піхоти СУ-76, яка серійно випускалася аж до кінця Великої Вітчизняної війни. У свою чергу, на базі останньої була розроблена перша радянська серійна зенітна самохідна установка ЗСУ-37.

## Виробництво

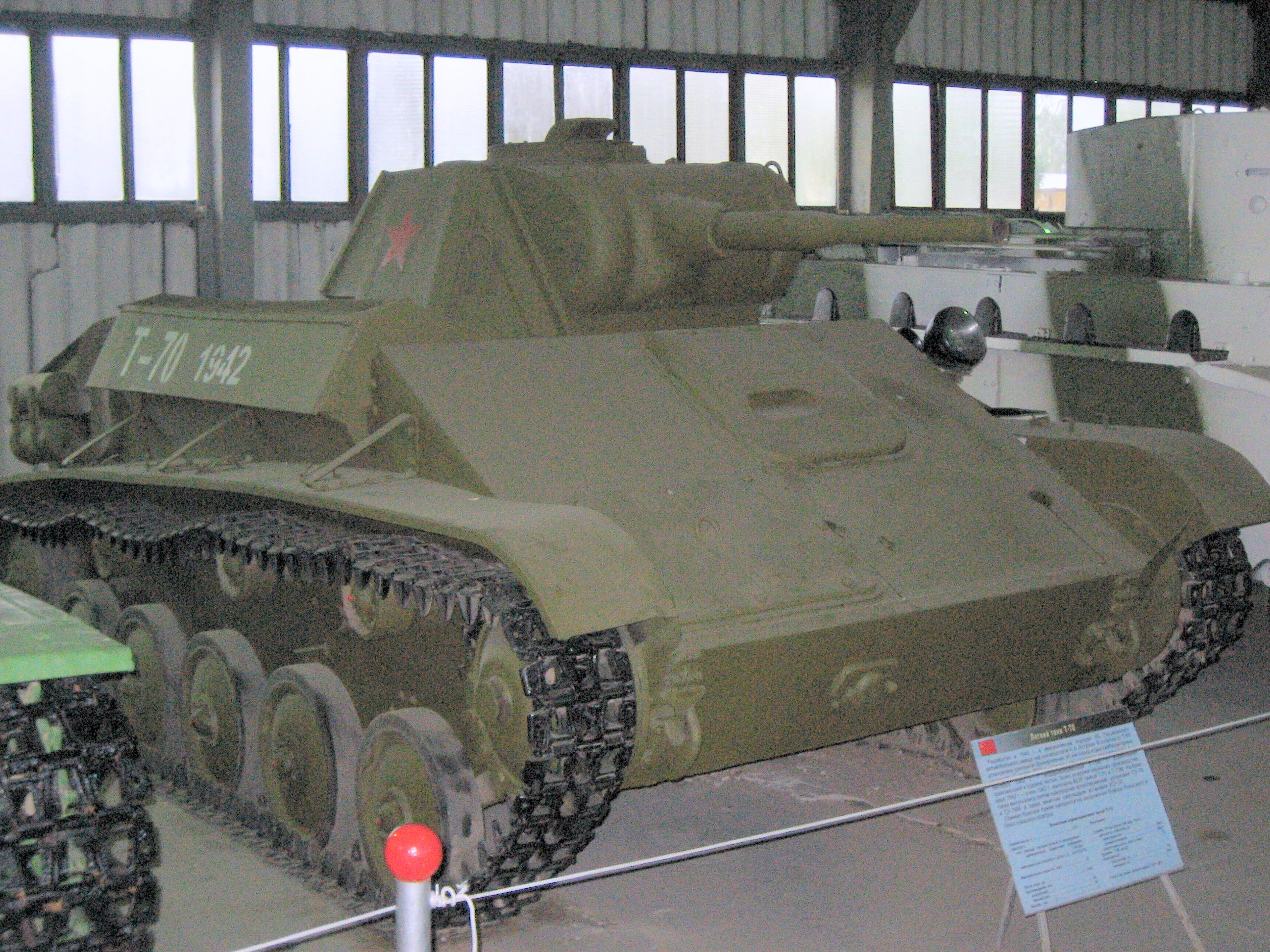
Т-70 в бронетанковому музеї в Кубинці

У процесі серійного випуску легкого танка Т-70 був задіяний не тільки ГАЗ, але і багато інших підприємств Поволзького і Вятського регіонів країни. Бронекорпуса для «семидесятки» поставляли заводи в Виксі, Кулебакі і Саратов тобто за механічним частинам, оптиці, озброєнню, електриці і контрольно-вимірювальних приладах суміжниками виступала велика кількість підприємств Горького, Горьковської області та інших регіонів СРСР. У порівнянні з Т-60 новий легкий танк вимагав вдвічі більше двигунів, більш товстої (тобто більш складної і трудомісткої у виготовленні) катаної броні, тому спочатку з планами по випуску Т-70 справлявся тільки ГАЗ, завод № 38 в Кірові вийшов на встановлений урядом рівень виробництва тільки в червні 1942 року. Завод № 37 в Свердловську зумів випустити тільки 10 Т-70, після чого через виробничі та організаційні труднощі до цього завдання не повертався, продовжуючи випускати Т-60. Більшість Т-70 було випущено на ГАЗі, причому загальне число випущених «семидесяток» могло бути ще більшим, але перед Курською битвою німці зробили ряд глибинних повітряних рейдів на Горький.
Метою цих нальотів були різні підприємства та об'єкти інфраструктури міста, який, незважаючи на наявність авіазаводу № 21, не мав винищувачів-перехоплювачів у своїй системі ППО, яка включала затемнення і зенітні батареї. Останні концентрувалися в основному у стратегічно важливих точкових об'єктах — мостах через Оку і Волгу та адміністративного центру міста, промислові зони захищалися набагато слабкіше. В результаті цього більша частина втрат припала на відомі німецькому командуванню підприємства міста (в мости попадань не було, в історичну частину міста потрапили одиничні бомби). В першу чергу постраждали ГАЗ, який втратив майже половину одиниць свого обладнання, і завод імені Леніна, директор і керівництво якого загинули в результаті прямого влучення авіабомби в командний пункт заводу. Останнє підприємство також виступало суміжником у виробництві Т-70, поставляючи комунікаційне радіоустаткування для всіх танкових виробництв міста. У тріски від шпал і химерним чином вигнуті рейки була перетворена трамвайна лінія, яка у воєнний час крім доставки робітників і службовців ГАЗу на роботу використовувалася і для вантажних перевезень в інтересах заводу , розбомблене виявилося і паровозне депо підприємства. Незважаючи на самовіддану працю горьківчан (трамвайну лінію відновили через добу, вдалося повернути в стрій більшу частину пошкодженого обладнання), ГАЗ різко знизив випуск своєї продукції. Довелося призупинити випуск вантажівок і бронеавтомобілів БА-64, але Т-70 безперервно продовжували сходити зі складальних ліній заводу. Однак випуск травня 1943 вдалося перекрити лише в жовтні того року, коли виробництво Т-70 вже закінчувалося.
За результатами Курської битви в керівництві країни запанувала думка, що легкий танк Т-70 більше не потрібен РККА, акценти змістилися в бік випуску САУ СУ-76М на його базі. Тому в жовтні 1943 року виробництво Т-70 було офіційно завершено, хоча ще якийсь час «семидесятки» поставлялися в війська за рахунок створеного раніше запасу бронекорпусів.
По ходу виробництва Т-70 у виробничий процес вносилися зміни, наприклад, спочатку гомогенну броню для танка стали піддавати поверхневому загартуванню за методом, розробленим технологами заводу № 264 (Червоноармійська судноверф) в місті Сарепта . В результаті при тій же товщині броні її снарядостійкість у Т-70 пізніх серій була дещо збільшена.
| Виробництво Т-70 і Т-70М, шт. |      |      |        |
| Завод-виробник                | 1942 | 1943 | Всього |
| ГАЗ                           | 3495 | 3348 | 6843   |
| Завод № 37 (Свердловськ)      | 10   |      | 10     |
| Завод № 38 (Кіров)            | 1378 |      | 1378   |
| Всього                        | 4883 | 3348 | 8231   |

## Опис конструкції
Т-70 мав типову для радянських легких танків того часу компонувальну схему. Танк мав п'ять відділень, перерахованих нижче в порядку від лобової частини машини до корми:
- трансмісійне відділення;
- Відділення управління;
- моторне відділення по правому борту середини корпусу;
- Бойове відділення по лівому борту середини корпусу і в башті;
- Кормове відділення, де розташовувалися паливні баки і радіатор двигуна.

Ця компонувальна схема визначала в цілому набір переваг і недоліків танка в рамках машин свого класу. Зокрема, переднє розташування трансмісійного відділення, тобто ведучих коліс, приводило до підвищеної їх уразливості, так як саме передня частина танка найбільшою мірою схильна ворожому обстрілу. З іншого боку, на відміну від радянських середніх і важких танків, у
Т-70 паливні баки знаходилися поза бойовим відділенням в ізольованому броньовою переборкою відсіку, що знижувало ризик виникнення пожежі при ураженні танка (особливо високий для машини з бензиновим двигуном) і цим підвищувало виживання екіпажу. До інших переваг обраного для Т-70 компнування можна віднести невелику висоту і загальну масу танка (у порівнянні з іншими машинами інших компонувальних схем), досягнуті, до того ж, всупереч вимушеному застосуванню «довгов'язого» силового агрегату ГАЗ-203. Як наслідок, зростали динамічні характеристики танка, і для нього не потрібний потужний спеціалізований двигун. Екіпаж танка складався з двох чоловік — механіка-водія і командира машини.

### Броньовий корпус і башта

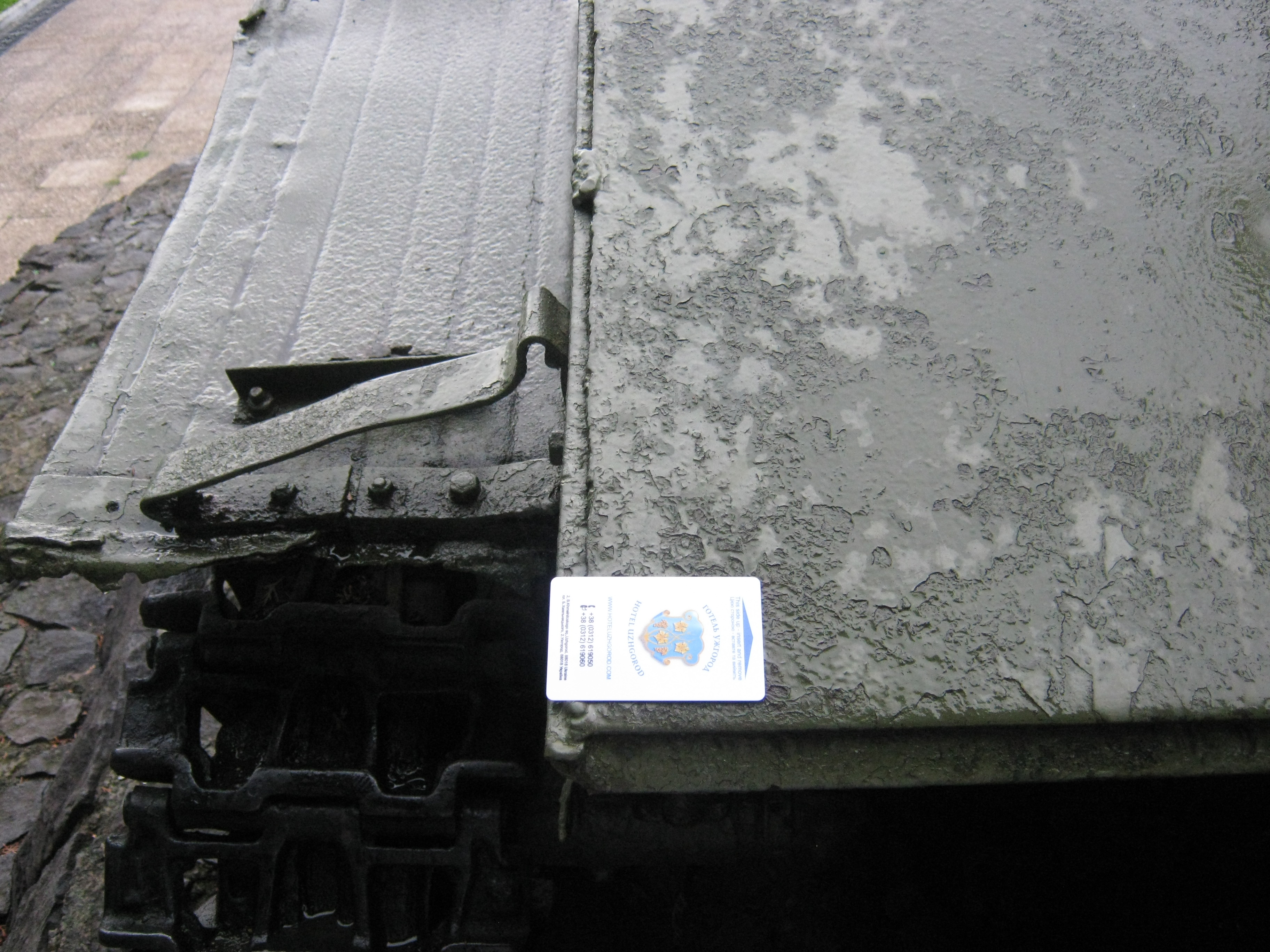
Бронеплити борта і корми Т-70, меморіальний комплекс в м. Ужгород

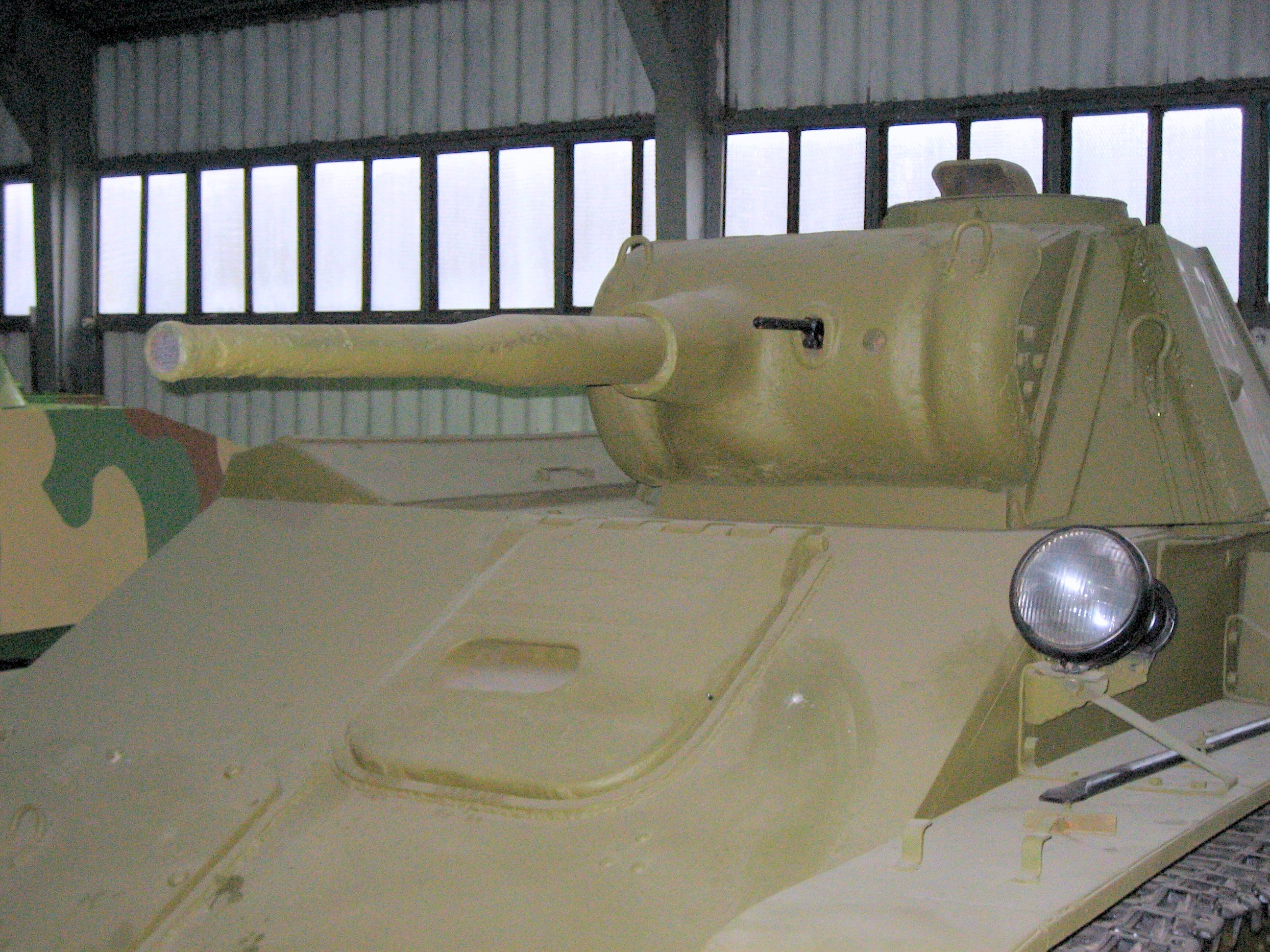
Башта танка Т-70, Бронетанковий музей в Кубинці

Броньовий корпус танка зварювався з катаних броньових плит товщиною 6, 10, 15, 25, 35 і 45 мм. У машин ранніх серій бронеплити були гомогенними, у пізніх — гетерогенними (застосовувалося поверхневе гартування). Товщина броні залишалася незмінною по ходу виробництва танка. Броньовий захист диференційований, протикульний. Лобові і кормові бронеплити мали раціональні кути нахилу, борти вертикальні. Борт Т-70 виготовлявся з двох бронеплит, що з'єднувалися зварюванням. Для посилення зварного шва всередині корпусу встановлювалася вертикальна балка жорсткості, приклепувалися до передньої і задньої бортових частин. Ряд бронеплит корпусу (надмоторний і надрадіаторний листи) виконувалися знімними для зручності обслуговування і заміни різних вузлів і агрегатів танка. Робоче місце механіка-водія знаходилося в передній частині бронекорпуса танка з деяким зсувом вліво від центральної подовжньої площини машини. Люк для посадки-висадки механіка-водія розташовувався на лобовій бронеплиті і був забезпечений врівноважувальним механізмом для полегшення відкривання. Наявність люка механіка-водія послаблювало стійкість верхньої лобової деталі до снарядних попадань. Днище Т-70 зварювалося з трьох броньових плит різної товщини, і для забезпечення жорсткості до нього приварювалися поперечні коробчаті балки, в яких розташовувалися торсіони вузлів підвіски. У передній частині днища під сидінням механіка-водія був зроблений аварійний люк-лаз. Корпус також мав ряд повітреходів, люків, лючків і технологічних отворів для вентиляції жилих приміщень танка, зливу палива і масла, доступу до горловини паливних баків, інших вузлів і агрегатів машини. Ряд цих отворів захищався броньовими кришками, заслінками і кожухами.

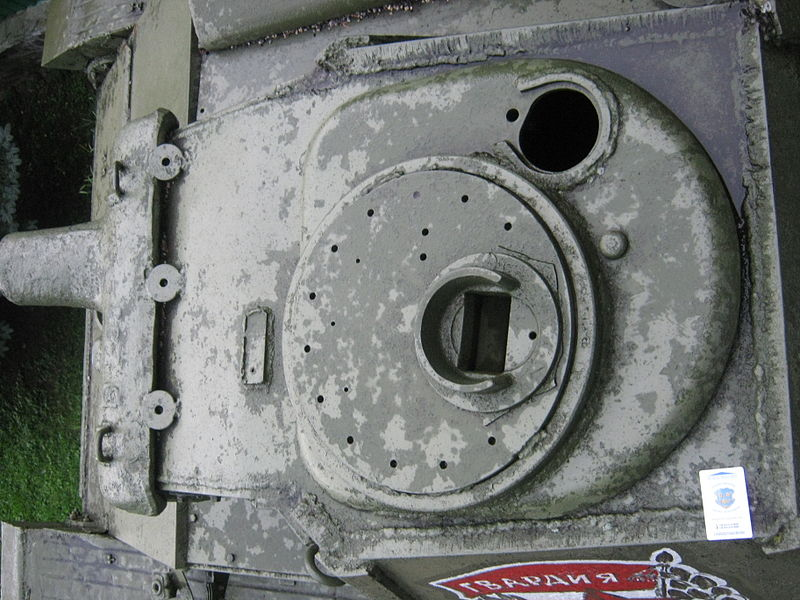
Башта танка Т-70, вид зверху, меморіальний комплекс в м. Ужгород

Восьмигранна зварна башта у формі зрізаної піраміди мала борти товщиною 35 мм, які розташовувалися під кутом 23° до вертикалі для підвищення стійкості. Зварні стики граней башти додатково посилювалися броньовими косинцями. Лобова частина башти захищалася бронемаскою товщиною 50 мм, в якій були амбразури для встановлення гармати, кулемета і прицілу. Вісь обертання башти не збігалася з площиною поздовжньої симетрії машини внаслідок установки мотора по правому борту танка. У даху башти розташовувався відкидний люк для посадки-висадки командира машини. У свою чергу, в люку був невеликий лючок для прапорцевої зовнішньої сигналізації. Також в кришці люка встановлювався поворотний оглядовий дзеркальний прилад, що було вперше застосовано на легких радянських танках. Башта встановлювалася на кульковій опорі і фіксувалася захватами щоб уникнути звалювання при сильному крені або перекиданні танка.

### Озброєння

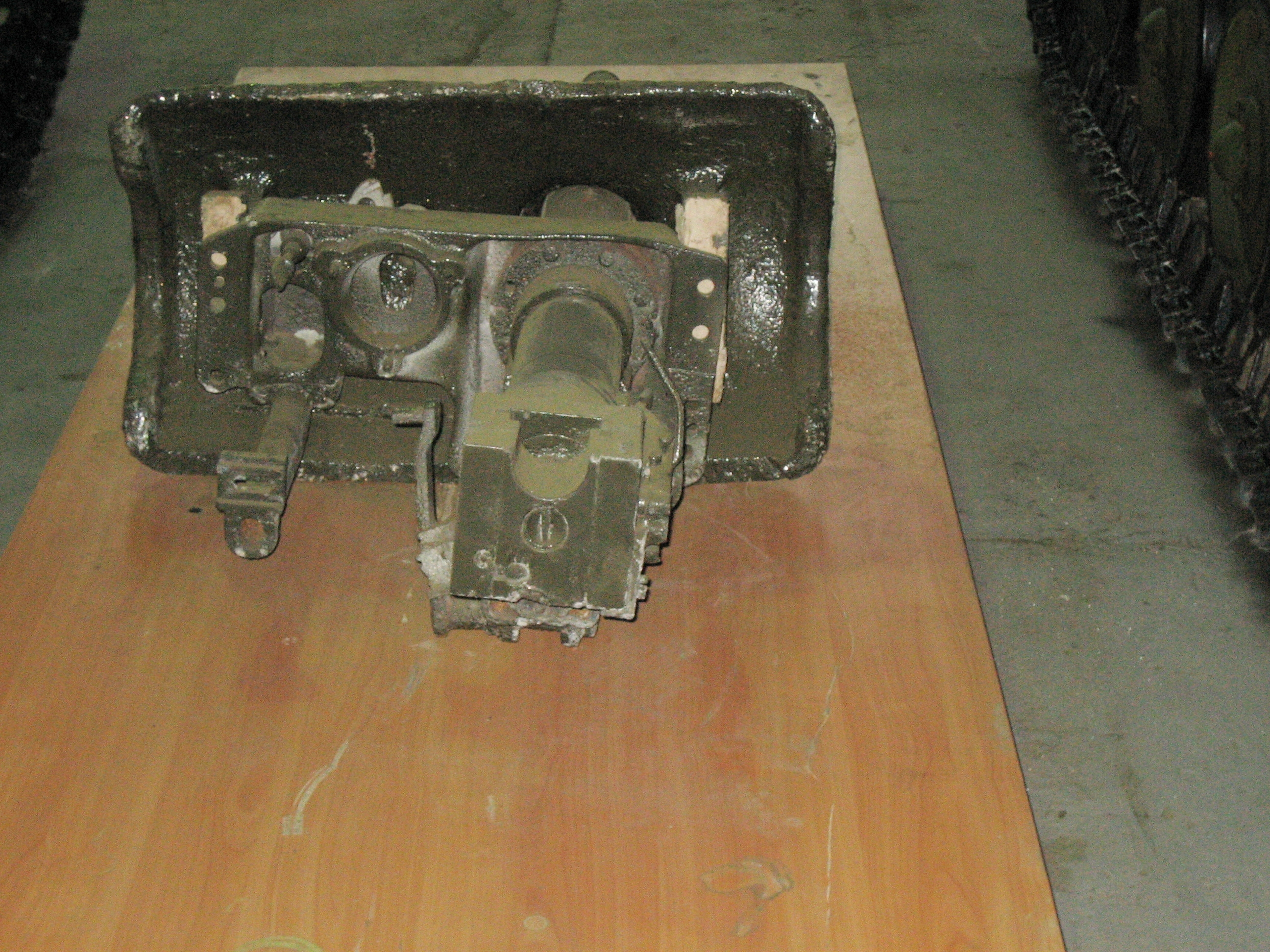
Установка 45-мм гармати 20-К, музей бронетанкової техніки в Кубинці

Основним озброєнням Т-70 була нарізна напівавтоматична 45-мм танкова гармата рр. 1932/38 рр.. (20-К або 20К). Гармата монтувалося на цапфах праворуч від площини поздовжньої симетрії башти для зручності роботи командира машини. Гармата 20-К мала ствол довжиною 46 калібрів, висота лінії вогню становила 1540 мм, дальність стрільби прямою наводкою досягала 3600 м, максимально можлива — 4800 м. З гарматою був спарений 7,62-мм кулемет ДТ-29, який міг легко зніматися зі спареної установки і використовуватися поза танком як піхотний. Спарена установка мала діапазон кутів піднесення від −6 до +20° і круговий обстріл по горизонталі. Поворотний механізм башти зубчастого типу, з ручним приводом, розташовувався зліва від командира танка, а підйомний механізм гармати (гвинтового типу, також з ручним приводом) — праворуч. Спуск гармати і кулемета — ножний: при натисканні лівої педалі відкривався вогонь з кулемета, правою — з гармати.
Боєкомплект гармати становив 90 (70 для Т-70М) пострілів унітарного заряджання (патронів). Для підвищення зручності роботи командира двадцять пострілів розташовувалися в спеціальному магазині, інші — в стандартній укладці по бортах бойового відділення. При стрільбі бронебійними снарядами екстракція стріляної гільзи здійснювалася автоматично, а при веденні вогню осколковими снарядами через меншу довжину відкоту ствола, обумовлену малою початковою швидкістю осколкового снаряда, напівавтоматика не працювала, і командиру доводилося відкривати затвор і виймати стріляну гільзу вручну. Теоретична скорострільність гармати становила 7-12 пострілів в хвилину, але через відсутність заряджаючого і необхідності ручної екстракції стріляної гільзи від осколкового снаряда темп вогню на практиці був в рази нижче, 3-5 пострілів в хвилину. До складу боєкомплекту могли входити наступні снаряди:
| Номенклатура боєприпасів                                                 |            |                  |                               |                          |                       |
| Тип                                                                      | Позначення | Вага снаряду, кг | Вага ВР, г                    | Початкова швидкість, м/с | Дальність таблична, м |
| Каліберні бронебійні снаряди                                             |            |                  |                               |                          |                       |
| Бронебійно-трасувальний тупоголовий з балістичним наконечником           | БР-240     | 1,43             | 18,5 (A-IX-2)                 | 760                      | 4000                  |
| Бронебійно-запальний трасувальний тупоголовий з балістичним наконечником | БЗР-240    | 1,44             | 12,5+13 (запалювальний склад) | 760                      | 4000                  |
| Бронебійний тупоголовий з балістичним наконечником                       | Б-240      | 1,43             | 19,5 (A-IX-2)                 | 760                      | 4000                  |
| Бронебійно-трасуючий гостроголовий суцільний з балістичним наконечником  | БР-240СП   | 1,43             | нет                           | 757                      | 4000                  |
| Підкаліберні бронебійні снаряди                                          |            |                  |                               |                          |                       |
| Підкаліберний бронебійно-трасуючий («котушкового» типу)                  | БР-240П    | 0,85             | нет                           | 985                      | 500                   |
| Осколкові снаряди                                                        |            |                  |                               |                          |                       |
| Осколковий сталевий                                                      | О-240      | 1,98—2,15        | 78                            | 335                      | 4200                  |
| Осколковий сталистого чавуну                                             | О-240А     | 1,98—2,15        | 78                            | 335                      | 4200                  |
| Картеч                                                                   |            |                  |                               |                          |                       |
| Картеч                                                                   | Щ-240      | 1,62             | 137 куль, 100 г пороху        | ?                        | ?                     |

| Таблиця бронепробивності для 45-мм гармати 20К |                           |                           |
| Бронебійні тупоголові снаряди Б-240, БР-240, БЗР-240 |                           |                           |
| Дальність, м | При куті зустрічі 60°, мм | При куті зустрічі 90°, мм |
| 100 | 43                        | 52                        |
| 250 | 39                        | 48                        |
| 500 | 35                        | 43                        |
| 1000 | 28                        | 35                        |
| 1500 | 23                        | 28                        |
| 2000 | 19                        | 23                        |
| Бронебійний гостроголовий суцільний снаряд БР-240СП |                           |                           |
| Дальність, м | При куті зустрічі 60°, мм | При куті зустрічі 90°, мм |
| 100 | 49                        | 59                        |
| 250 | 45                        | 55                        |
| 500 | 40                        | 51                        |
| 1000 | 32                        | 40                        |
| 1500 | 26                        | 33                        |
| 2000 | 22                        | 26                        |
| Підкаліберний бронебійний снаряд БР-240П |                           |                           |
| Дальність, м | При куті зустрічі 60°, мм | При куті зустрічі 90°, мм |
| 100 | 70                        | 96                        |
| 200 | 84                        | 65                        |
| 300 | 72                        | 59                        |
| 400 | 53                        | 61                        |
| 500 | 47                        | 51                        |
| Наведені дані відносяться до радянської методики вимірювання пробивної здатності (розраховано за формулою Жакоб-де-Марра для цементованої броні з коефіцієнтом K = 2400). Слід пам'ятати, що показники бронепробивності можуть помітно відрізнятися при використанні різних партій снарядів і різної за технологією виготовлення броні. |                           |                           |

Унітарні 45-мм постріли до танкової гармати 20-К:
1. УБР-243П з підкаліберним бронебійним снарядом БР-240П
2. УБР-243СП із суцільним бронебійним снарядом БР-240СП
3. УБЗР-243 з бронебійно-запальним снарядом БЗР-240
4. УО-243 з осколковою гранатою Про-243
5. УЩ-243 з картеччю Щ-240

Спарений кулемет ДТ мав боєкомплект у 945 патронів (15 дисків), також екіпаж забезпечувався одним пістолетом-кулеметом ППШ-41 з 3 дисками (213 патронів) і 10 ручними гранатами Ф-1. У ряді випадків до цього озброєння додавався пістолет для стрільби сигнальними ракетами.

### Двигун
Т-70 оснащувався силовим агрегатом ГАЗ-203 з спарених чотиритактних рядних шестициліндрових карбюраторних двигунів рідинного охолодження ГАЗ-202 (ГАЗ-70-6004 — передній і ГАЗ-70-6005 ; — задній). ГАЗ-202 був дефорсований до 70 к.с. (51,5 кВт) танковою версією автомобільного двигуна ГАЗ-11 потужністю 85 к.с. Зменшення потужності переслідувало мету збільшення надійності роботи і підвищення ресурсу мотора. У підсумку максимальна сумарна потужність агрегату ГАЗ-203 досягала 140 к.с. (103 кВт) при 3400 оборотах на хвилину. На обидва двигуни ставились карбюратори типу «М». Колінчасті вали двигунів з'єднувалися муфтою з пружними втулками; щоб уникнути поздовжніх коливань всього агрегату картер маховика переднього ГАЗ-202 з'єднувався тягою з правим бортом танка. Системи запалювання, змащення і подачі палива були свої в кожної «половинки» ГАЗ-203. У системі охолодження силового агрегату водяний насос був загальним, але водомасляний радіатор був двосекційним, кожна секція відповідала за обслуговування свого ГАЗ-202. Установка ГАЗ-203 забезпечувалася очисником повітря масляно-інерційного типу.
Як і його попередник Т-60, Т-70 оснащувався передпусковим підігрівачем двигуна для його експлуатації в зимових умовах. Між бортом танка і двигуном встановлювався циліндричний котел, в якому за рахунок термосифонної циркуляції антифризу здійснювався підігрів. Котел розігрівався зовнішньою бензиновою паяльною лампою. Котел підігрівача і водомастильний радіатор були складовими частинами системи охолодження всього силового агрегату танка.
Пуск двигуна здійснювався двома паралельно з'єднаними стартерами СТ-40 (потужність 1,3 к.с. або 0,96 кВт). У командирських танків з радіостанцією стартери були більш потужними — на них встановлювали модель СТ-06 потужністю 2 к.с. (1,5 кВт). Також танк можна було завести ручною рукояткою або буксируванням іншим танком.
Два паливних бака загальним об'ємом 440 л розташовувалися в кормовому відділенні. Запасу палива вистачало на 360 км ходу по шосе, пізні танки мали дещо менший запас ходу — 320 км, а у важчій до 10 тонн модифікації Т-70М він становив 250 км. Паливом для Т-70 служив авіаційний бензин марок КБ-70 або Б-70.

### Трансмісія
Танк Т-70 оснащувався механічною трансмісією, до складу якої входили:
- Дводисковий напівцентробіжний головний фрикціон сухого тертя «сталі по феродо»;
- Чотириступінчаста коробка передач (4 передачі вперед і 1 назад), використані деталі від вантажівки ЗІС-5;
- Карданний вал;
- Конічна головна передача;
- Два багатодискових бортових фрикціони сухого тертя «сталь по сталі» і з стрічковими гальмами з накладками з феродо;
- Два простих однорядних бортових редуктора.

Всі приводи керування трансмісією — механічні, механік-водій керував поворотом і гальмуванням танка двома важелями по обидві сторони свого робочого місця.

### Ходова частина

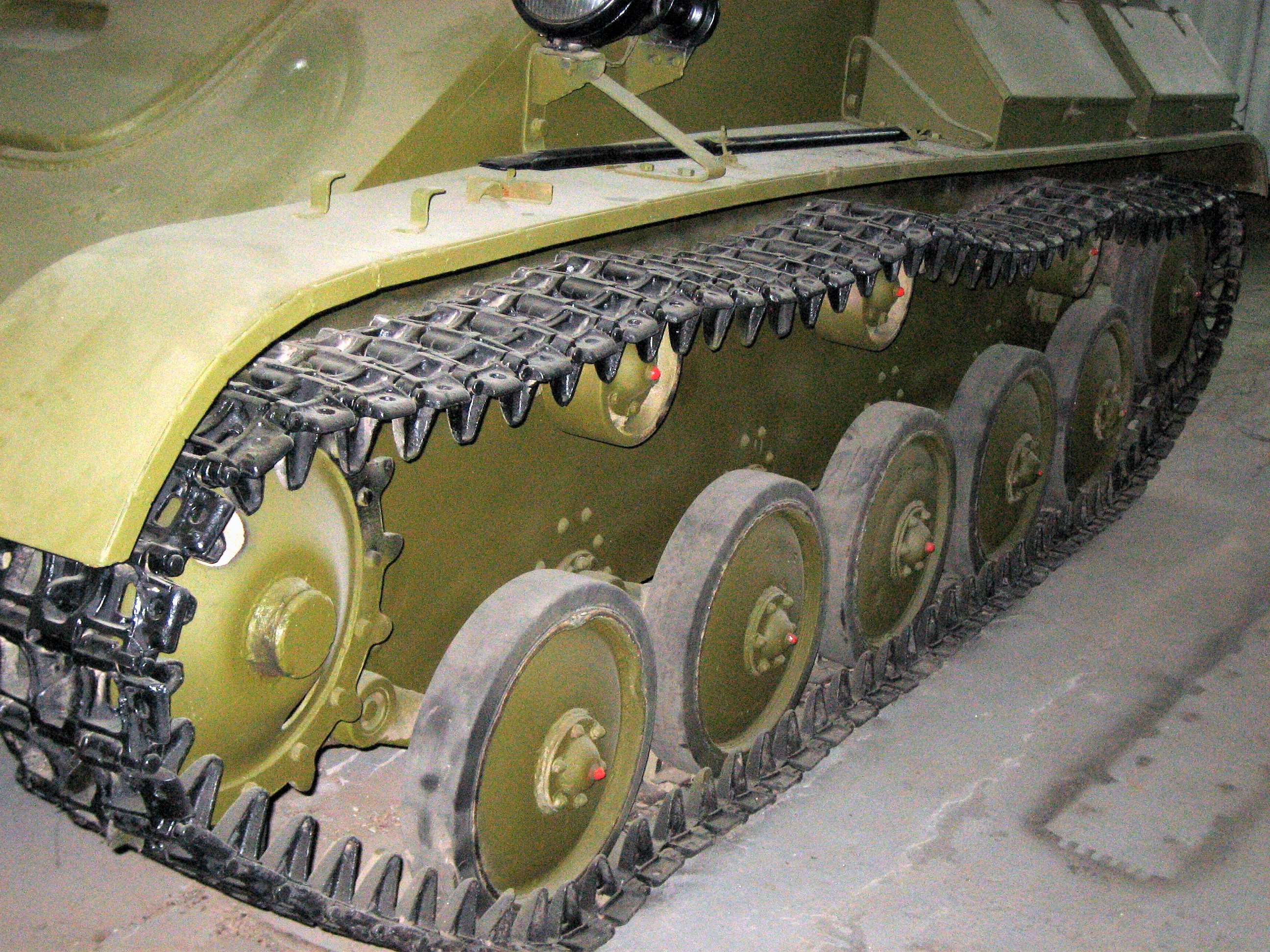
Ходова частина Т-70, Бронетанковий музей в Кубинці

Ходова частина танка Т-70 до певної міри була успадкована від його попередника Т-60. Підвіска машини — індивідуальна торсіонна без амортизаторів для кожного з 5 суцільних односхилих штампованих опорних котків малого діаметра (550 мм) з гумовими бандажами по кожному борту. Навпроти ближніх до корми вузлів підвіски до бронекорпусу приварювалися обмежувачі ходу балансирів підвіски з гумовими буферами для пом'якшення ударів, для першого і третього від лобу машини вузлів підвіски роль обмежувачів грали підтримуючі котки. Ведучі колеса цівкового зачеплення зі знімними зубчастими вінцями розташовувалися спереду, а уніфіковані з опорними котками лінивці з механізмом натягнення гусениці — ззаду. Верхня гілка гусениці підтримувалася трьома малими підтримуючими котками по кожному борту. До корпусу танка приклепувалися відбійники для запобігання заклинювання гусениці при русі танка зі значним креном на один з бортів. Гусениця дрібноланкова з 91 трака, ширина двогребеневого трака становить 260 мм.
У модифікації Т-70М ходова частина була змінена з метою її посилення, модифіковані вузли були несумісні з аналогічними на вихідному варіанті Т-70. У Т-70М ширина трака була збільшена до 300 мм, а крок трака — до 111 мм. Як результат, кількість траків в гусениці було скорочено до 80 шт. Розширення трака зажадало відповідного уширення опорних ковзанок до 130 мм, а також посилення торсіонів підвіски — їх діаметр був збільшений з 34 до 36 мм. У Т-70М були додатково посилені підтримуючі котки, зупинкові гальма (розширені гальмівні стрічки разом барабанами з 90 до 124 мм) і бортові редуктори.

### Електрообладнання
Електропроводка в танку Т-70 була однопроводовою, другим проводом служив бронекорпус машини. Джерелами електроенергії (робоча напруга 12 В, на танках перших серій — 6 В) були генератор ГАЗ-27А з реле-регулятором РРА-44 або РРА-4574 потужністю 250 Вт і дві послідовно з'єднані акумуляторні батареї марки 3-СТЕ-112 загальною ємністю 112 А·год З серпня 1942 року на командирські танки стали встановлювати більш потужний 500-ватний генератор ГТ-500С або ДСФ-500Т з реле-регуляторами РРК-37-500Т або РРК-ГТ-500С. Лінійні танки отримали уніфікований з Т-60 генератор Г-41 стандартної потужності з реле-регулятором РРА-364. Споживачі електроенергії включали в себе:
- Зовнішнє та внутрішнє освітлення машини, прилад підсвічування прицільних шкал;
- Зовнішній звуковий сигнал;
- Засоби зв'язку — радіостанція та танковий переговорний пристрій (або односторонній триколірний світлосигнальний пристрій від командира до механіка-водія);
- Електрика моторної групи — стартер СТ-40 або СТ-06, котушка запалювання, розподільник, свічки і т. д.[1]

### Засоби зв'язку
На лінійних танках засобами внутрішнього однобічного зв'язку від командира до механіка-водія служили триколірний світлосигнальний пристрій і внутрішній переговорний пристрій ТПУ-2, засобів зовнішнього зв'язку, за винятком прапорців, не передбачалося. На командирських танках в башті встановлювалися радіостанція 9Р або 12РТ і внутрішній переговорний пристрій ТПУ-2Ф.
Радіостанція 9Р являла собою комплект із передавача, приймача і умформерів (одноякорних мотор-генераторів) для їх живлення, що приєднуються до бортової електромережі напругою 12 В. З технічної точки зору вона була дуплексною ламповою короткохвильовою радіостанцією вихідною потужністю 20 Вт, що працює на передачу в діапазоні частот від 4 до 5,625 МГц (відповідно довжини хвиль від 75 до 53,3 м), а на приймання — від 3,75 до 6 МГц (довжини хвиль від 80 до 50 м). Різний діапазон передавача і приймача пояснювався тією обставиною, що для двостороннього зв'язку «танк — танк» призначався діапазон 4-5,625 МГц, а розширений діапазон приймача використовувався для однобічного зв'язку «штаб — танк». На стоянці дальність зв'язку в телефонному режимі (голосовий, амплітудна модуляція частоти-носія) при відсутності перешкод досягала 15-25 км, в русі вона трохи зменшувалася. Телеграфний режим передачі інформації у радіостанції 9Р відсутній. 12РТ була не танковою, а автомобільною радіостанцією і використовувалася при нестачі 9Р; вона мала трохи більш широкий діапазон і телеграфний режим. При його використанні можна було отримати велику дальність зв'язку, коли інформація передавалася телеграфним ключем азбукою Морзе чи іншою дискретною системою.
Танковий переговорний пристрій ТПУ-2Ф дозволяв вести переговори між членами екіпажу танка навіть в сильно зашумленій обстановці і підключати шоломофонну гарнітуру (головні телефони і ларингофони) до радіостанції для зовнішнього зв'язку.

## Модифікації

### Серійні
Як було зазначено вище, легкий танк Т-70 випускався в двох варіантах, ідентичних по озброєнню, броньовому захисту, моторній групі. Відмінності в основному стосувалися будови ходової частини.
- Т-70 — початковий варіант легкого танка безпосередньої підтримки піхоти, маса 9,2 т, боєкомплект 90 пострілів;
- Т-70М — удосконалена ходова частина: розширені гусениці і опорні котки, посилені торсіони підвіски. Боєкомплект скорочений до 70 пострілів, маса зросла до 9,8 т.

Різнотипність Т-70 що експлуатувалися у військах (вони були несумісні з різними вузлами конструкції; доопрацювати Т-70 до Т-70М також було неможливо) викликала нарікання як представників фронтових частин, так і вищого командування країни.

### Дослідні
Т-70 виявився підхожою базою для різного роду дослідно-конструкторських робіт. На дослідних машинах досліджувалися питання поліпшення ергономіки та посилення озброєння базового варіанту, опрацьовувалися зразки так званих «зенітних танків» — мобільних засобів ППО танкових частин на основі шасі «семидесятки». У 1942—1943 рр.. на базі Т-70 були розроблені, побудовані і випробувані наступні дослідні танки:
- Т-70 з 37-мм гарматою Ш-37 — проект КБ заводу № 37 під керівництвом М. А. Попова. Ця дослідна машина була побудована влітку 1942 року і відрізнялася від серійного танка тільки пристроєм башти і основним озброєнням. Як останнє передбачалася 37-мм автоматична гармата конструкції Б. Г. Шпитального з кутами піднесення від −4 до +77°, оснащена телескопічним прицілом для стрільби по наземних цілях та коліматорним прицілом К-8Т для стрільби по повітряних цілях. Боєкомплект гармати становив 200 пострілів в 10 магазинах, під час походу вона стопорилася двома стійками на лобовій бронеплиті танка. Кулемет не передбачався, башта в порівнянні з штатною була істотно розширена. Тим не менш, проведені у грудні 1942 року випробування показали, що ергономіка бойового відділення виявилася незадовільною, а тому на озброєння РСЧА і в серійне виробництво дана машина не приймалася.
- Т-70 з 45-мм гарматою ВТ-42 — проект КБ ГАЗ і ОКБ № 172 1942—1943 рр.. Від базового варіанту цей танк відрізнявся тільки установкою нової більш потужної 45-мм гармати ВТ-42 в штатній башті. Гармата ВТ-42 було розроблено в ОКБ № 172 під керівництвом І. І. Іванова і за своєю суттю було танковим варіантом 45-мм протитанкової гармати зр. 1942 р. (М-42). Від стандартної гармати 20-К ВТ-42 відрізнялася більш довгим стволом (довжина 68,6 калібрів), конструкцією противідкатних пристроїв і горизонтальним розташуванням клинового затвора. У 1943 році було виготовлено два дослідних зразка Т-70 з гарматою ВТ-42, які успішно витримали випробування, але до моменту їх завершення сам Т-70 був знятий з виробництва. Тому було вирішено продовжити роботи по установці гармати ВТ-42 в легкий танк Т-80.
- Т-70 з двомісною баштою — проект КБ ГАЗ під керівництвом М. А. Астрова, друга половина 1942 року. З метою поліпшення ергономіки та зменшення функціонального навантаження на командира «семидесятки» конструкція башти була перероблена, щоб розмістити в ній заряджаючого. Щоб зберегти характеристики рухливості при збільшеній масі, рухова установка була форсована. Сумарну потужність «спарки» ГАЗ-203Ф довели до 170 к.с. (125 кВт) при 3600 об/хв. за рахунок підвищення ступеня стиснення і коефіцієнта наповнення циліндрів. Удосконалена «спарка» могла також встановлюватися на серійні Т-70. Дослідний зразок виготовили до 27 вересня 1942 року і завершили його випробування 2 жовтня. За їх результатами конструкція була переглянута у бік посилення вузлів ходової частини, стовщення бортової броні і збільшення максимального кута піднесення гармати до +65°, для чого довелося заново виготовити башту. Одержаний прототип отримав позначення 0-80, був успішно випробуваний в грудні 1942 року і прийнятий на озброєння РККА під назвою Т-80. Двомісну башту рекомендували і для оснащення Т-70, але цього так і не було зроблено.
- Т-70-З — проект зенітного танка КБ заводу № 37 під керівництвом М. А. Попова. Від серійного Т-70 ця машина оснащувалася переробленою баштою, куди встановлювалися два великокаліберних 12,7-мм кулемети ДШК з кутом піднесення до +85°. Разом з аналогічним за призначенням зенітним танком Т-90 Т-70-З брав участь в порівняльних випробуваннях в грудні 1942 року, які не витримав через неврівноваженості хитної частини збройової установки. Цей недолік виключав ведення прицільного вогню як по наземних, так і по повітряних цілях.
- Т-90 — проект зенітного танка КБ ГАЗ під керівництвом М. А. Астрова, велику роль у створенні машини зіграли інженери Василевський і Маклаков. Від серійного Т-70М ця машина оснащувалася переробленою баштою, куди встановлювалися два великокаліберних 12,7-мм кулемети ДШК з кутом піднесення до +85°. Попередні випробування Т-90 пройшов з 12 по 18 листопада 1942 року, а з 5 по 12 грудня витримав порівняльні випробування з танком Т-70-З. У порівнянні з ним краща конструкція установки кулеметів дозволила вести прицільний вогонь по повітряних і наземних цілях. Однак був відзначений і ряд недоліків — функціональна перевантаженість командира машини, низька швидкість горизонтального наведення і затримки кулеметів під час стрільби. При їх усуненні Т-90 рекомендувався до прийняття на озброєння РККА, але згодом до цього класу машин змінилися тактико-технічні вимоги, і всі роботи з доведення Т-90 були припинені.

Крім удосконалення конструкції танка в цілому, велися дослідні роботи по поліпшенню його окремих вузлів і агрегатів. Цікавим технічним рішенням, що дозволяє трохи знизити функціональну перевантаженість командира, було опробування 45-мм гармати касетного заряджання. В одній касеті до гармати розміщуються три бронебійних унітарних патрона, які автоматично перезаряджаються після пострілу, а час зміни касети не перевищував часу перезарядження штатної гармати. Випробування пристрою касетного заряджання пройшли успішно, але його впровадження вимагало переробки конструкції гармати, що не було можливим для серійного виробництва.

### Машини на базі Т-70

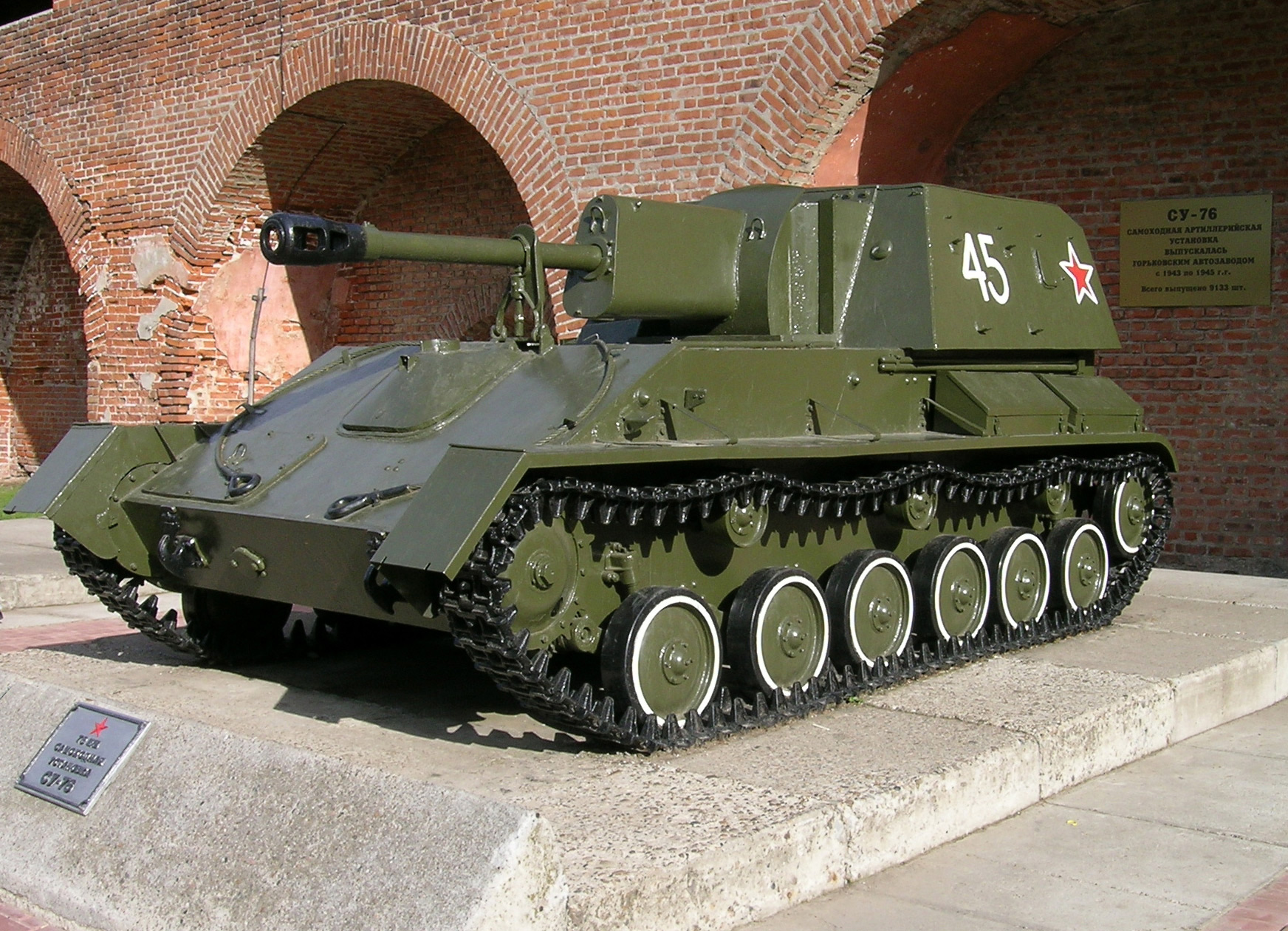
Самохідно-артилерійська установка СУ-76М

Подовжена ходова частина танка Т-70М послужила базою для самохідно-артилерійської установки безпосередньої підтримки піхоти СУ-76, озброєної широко поширеною і популярною в РККА 76-мм дивізійною гарматою ЗІС-3. Оскільки розмістити габаритне бойове відділення на початковому варіанті Т-70 виявилося неможливим з компонувальних міркувань, його базу подовжили з додаванням шостого опорного котка на борт. Для вивільнення місця в кормі машини також потурбувалися перекомпонувати внутрішні вузли та агрегати (радіатор, паливні баки). Після побудови декількох дослідних зразків, що варіюються частковими конструктивними рішеннями, в кінці 1942 року САУ на базі танка Т-70М була запущена в серійне виробництво під індексом СУ-76. Надалі ця бойова машина стала удосконалюватися незалежно — на початку 1943 року з'явилася модифікація СУ-76М з усуненими недоліками моторно-трансмісійної групи, а в кінці 1944 року — зенітна самохідна установка ЗСУ-37 на її базі. У їх серійному випуску 1944—1945 рр.. широко використовувалися вузли й агрегати Т-70М, який до того часу був уже знятий з виробництва.

## Організаційно-штатна структура
Т-70 використовувалися в штатному складі різних частин і підрозділів Червоної армії. 31 липня 1942 року Народний комісаріат оборони (НКО) затвердив штат окремої танкової бригади № 010/270 двухбатальйонного складу. 1-й батальйон озброювався виключно середніми Т-34 (22 танки), а 2-й батальйон мав змішану матеріальну частину: одну роту середніх танків (10 Т-34) і дві роти легких танків (по 10 Т-70 у кожній), плюс ще один Т-70 в командуванні батальйону. Таким чином, загальна чисельність бригади становила 32 Т-34 і 21 Т-70. За штатом № 010/270 існували як окремі бригади такого складу, так і бригади у складі танкових корпусів. До введення цього штату як мінімум дві окремі танкові бригади (157 і 162, сформовані в Муромі в першій половині 1942 року) були повністю укомплектовані тільки легкими танками Т-70 в кількості 65 машин, але ще до вступу в бій їх перевели на штат № 010/270.
У вересні 1942 року стверджується штат окремого танкового полку № 010/292, в якому цьому підрозділу належала рота легких танків у складі 16 Т-70 (інші машини — 23 Т-34). Танкові полки штату № 010/292 могли бути як окремими, так і входити до складу механізованих бригад. 3 вересня 1942 року був затверджений штат № 010/289 бронебатальйона у складі двох рот бронеавтомобілів БА-64 і однієї роти легких танків Т-70. Спочатку бронебатальони штату № 010/289 належали резерву Ставки Верховного Головнокомандування, але потім використовувалися як придані розвідувальні підрозділи механізованих і танкових корпусів РККА.
Після завершення серійного виробництва легких танків Т-70, в листопаді 1943 року був прийнятий новий штат танкової бригади (а в березні 1944 року — і танкового полку), в якому всі машини цих підрозділів були тільки Т-34. У міру вибування тих що залишилися Т-60 і Т-70 на ці штати поступово були переведені всі танкові бригади і полки РККА. Проте невелика кількість Т-70 воювало до самого кінця війни в найрізноманітніших частинах Червоної армії як розвідувальні танки, броньованих тягачїв гармат польової артилерії і командирських машин полків легкої самохідної артилерії, озброєних СУ-76.

## Експлуатація та бойове застосування

### Робітничо-селянська Червона армія
Вперше в бій Т-70 пішли літом 1942 року, на Південно-Західному напрямку. 4-й танковий корпус 21-ї армії Південно-Західного фронту станом на 26 червня мав 30 Т-70 з 145 танків в своєму складі, але після початку німецького наступу 28 червня вони були всі швидко втрачені — до 7 липня їх вже не залишилося. Відразу ж танкістам Червоної армії довелося переконатися в невисокій бойовій ефективності машини як проти ворожої бронетехніки, так і за підтримки своєї піхоти. «Семидесятка» не могла боротися з найбільш поширеними німецькими танками PzKpfw III і PzKpfw IV, а також САУ StuG III в зустрічному бою, а в ролі танка безпосередньої підтримки піхоти у неї був недостатній броньовий захист. На полі бою все частіше зустрічалися 75-мм протитанкові гармати Pak 40, які могли успішно уразити Т-70 першим снарядом з будь-яких дистанцій і ракурсів бою. Деяким захистом служили тільки невеликі розміри і непогана рухливість Т-70.
Тим не менш, мішенню що не дасть відповіді він не був, радянські документи воєнного часу містять чимало прикладів успішних дій «семідесяток». Витяг з журналу бойових дій 150-ї танкової бригади (Воронезький фронт, 40-я армія) за 3 — 24 січня 1943 року в районі Урив свідчить:

Старший лейтенант Захарченко та механік-водій старший сержант Кривко, відбиваючи контратаки танків і витративши снаряди, з усією своєю ротою Т-70 пішли на таран німецьких танків. Захарченко сам особисто протаранив 2 танки і взяв у полон командира і начальника штабу 100-го танкового батальйону особливого призначення.

Та ж бригада в ході Льговської операції знову відзначилася в січні 1943 року біля населеного пункту Семенівський:

Капітан Дьяченко двома Т-70 захопив 4 гармати і 32 полонених, а 8 чоловік гарматної прислуги знищив. Зі свого боку втрат не мав.

Всі танки Т-70 28-ї гвардійської танкової бригади 39-ї армії були іменними. Серед їхніх назв були «Варяг», «Тайфун», «Гранати», «Рахматуллін» та ін. Бригада брала участь у боях 13 — 15 серпня 1943 біля села Пониззя і знищила до 300 чоловік, 6 протитанкових гармат, 4 дзоти, 3 кулемети, 1 САУ і 2 автомобілі. Втрати бригади були також важкими — 25 Т-34 і 8 Т-70. Автори статті у «Фронтовий ілюстрації» М. Коломієць та М. Свірін окремо відзначають, що, завдяки застосуванню Т-70 в лісисто-болотистій місцевості і меншим розмірам в порівнянні з Т- 34, перші несли значно менші втрати при рівній з останніми інтенсивності бойового застосування.
Апогеєм бойового застосування «семидесятки» стала Курська битва. Т-70 складали значну частину радянського танкового парку — з 1487 (вечір 4 липня 1943 року) танків Центрального фронту 369 (близько 22 %) були саме «семидесятки». В ході розпочатого рано вранці 5 липня 1943 битви Т-70, як і всі інші типи радянських і поставлених по ленд-лізу танків, понесли важкі втрати. У зустрічному танковому бою Т-70 вражався без проблем, але цікавим є той факт, що відсоток безповоротних втрат у бензинових «семідесяток» виявився нижчим, ніж у дизельних і краще броньованих «тридцатьчетвірок». Зокрема, в знаменитому бою біля Прохорівки 12 липня серед інших частин брали участь 212 танків і САУ 29-го танкового корпусу 5-ї гвардійської танкової армії. З них 122 були Т-34, 70 — Т-70 і 20 — САУ. Підрахунок втрат після бою показав, що супротивник вивів з ладу 95 Т-34, 35 Т-70 і 19 САУ. Безповоротні втрати склали 75 Т-34 (60 % від загального числа виведених з ладу машин даного типу), 28 (40 %) Т-70 і 14 (74 %) САУ. Число уцілілих і придатних для ремонту (42 одиниці з 70, 60 %) Т-70 було істотно більше, ніж у Т-34 (47 з 122, 39 %).
Після припинення випуску у жовтні 1943 року Т-70 почали стрімко зникати з радянських частин, а вже в 1944 році їх залишилося зовсім небагато. Найчастіше вони використовувалися як навчальні або як командирські машини в підрозділах самохідної артилерії, озброєних СУ-76М. Наприклад, станом на 10 травня 1945 року в танкових частинах 2-го Українського фронту налічувалося дев'ять Т-70 із загального числа в 381 танк і САУ.
Цікавим фактом вже «після життя» Т-70 було констатація ОГК НКТП РККА їх ефективності при веденні бою в містах. При опрацюванні технічного завдання на легкий танк, відповідний вимогам 1944 року, наголошувалося, що досвід бойових дій в містах показав хорошу виживаність «семидесятки». Хороша маневреність і невеликі розміри утруднювали ведення вогню з Фаустпатронів і метання гранат супротивником по них, легкий танк виглядав краще при проникненні у вузькі місця, його було легше евакуювати при пошкодженні.
Незважаючи на вивід легких танків з бойових частин, станом на 1 січня 1946 року на озброєнні РККА все ще значилися 1502 танка Т-70. Однак експлуатація Т-70 завершилася вже в перші повоєнні роки, коли в середині 1946 року було прийнято рішення, ті що виводяться в капітальний ремонт, танки відправляти на злам, із зняттям з них працездатних двигунів та інших агрегатів та використання їх для підтримки парку САУ СУ-76М.

### Інші країни
Деяка кількість Т-70 була у складі частин Війська Польського (53 танки) і чехословацької армії (10 танків), сформованих у СРСР. Станом на травень 1945 12 Т-70М числилися на озброєнні 1-го Варшавського окремого розвідувального мотострілецького батальйону, ще деяку кількість машин цього типу було у розпорядженні 3-го навчального танкового полку. Всього на озброєнні Війська Польського на 16 липня 1945 нараховувався 41 танк Т-70М. Ще 11 Т-70 були в 1946—1947 роках передані СРСР Війську Польському і Міністерству громадської безпеки Польщі по їх заявці. Тим не менш, в ході післявоєнної реорганізації польської армії в 1945—1948 роках Т-70 стали вважатися не придатними для використання навіть в ролі навчальних і повністю зняті з озброєння не пізніше 1949 року; як і в СРСР, зняті з них агрегати були використані для підтримки парку СУ-76М.
Захоплені вермахтом «семидесятки» були прийняті на його озброєння як Panzerkampfwagen  T70 (r) . За оцінками М. Свіріна та М. Коломійця, їх було не більше 50 машин, найчастіше вони використовувалися в піхотних дивізіях і в поліції (Ordnungspolizei). У 5-й і 12-й поліцейських танкових ротах (Polizeipanzerkompanie) трофейні Т-70 прослужили до кінця 1944 року. Значне число «семидесяток» зі знятими баштами використовувалося як броньовані тягачі протитанкових гармат Pak 38 та Pak 40.

## Відгуки про Т-70

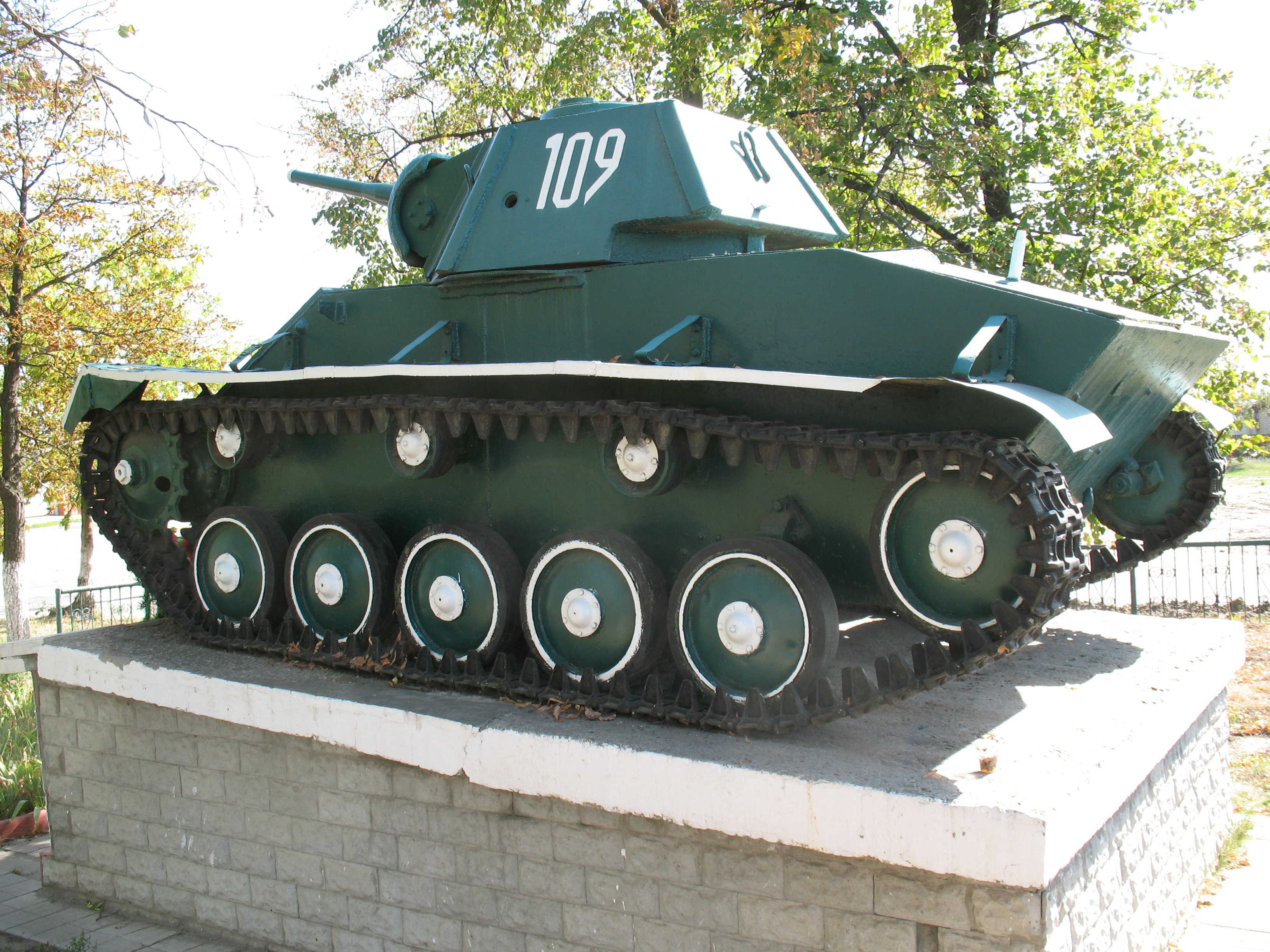
Вид праворуч

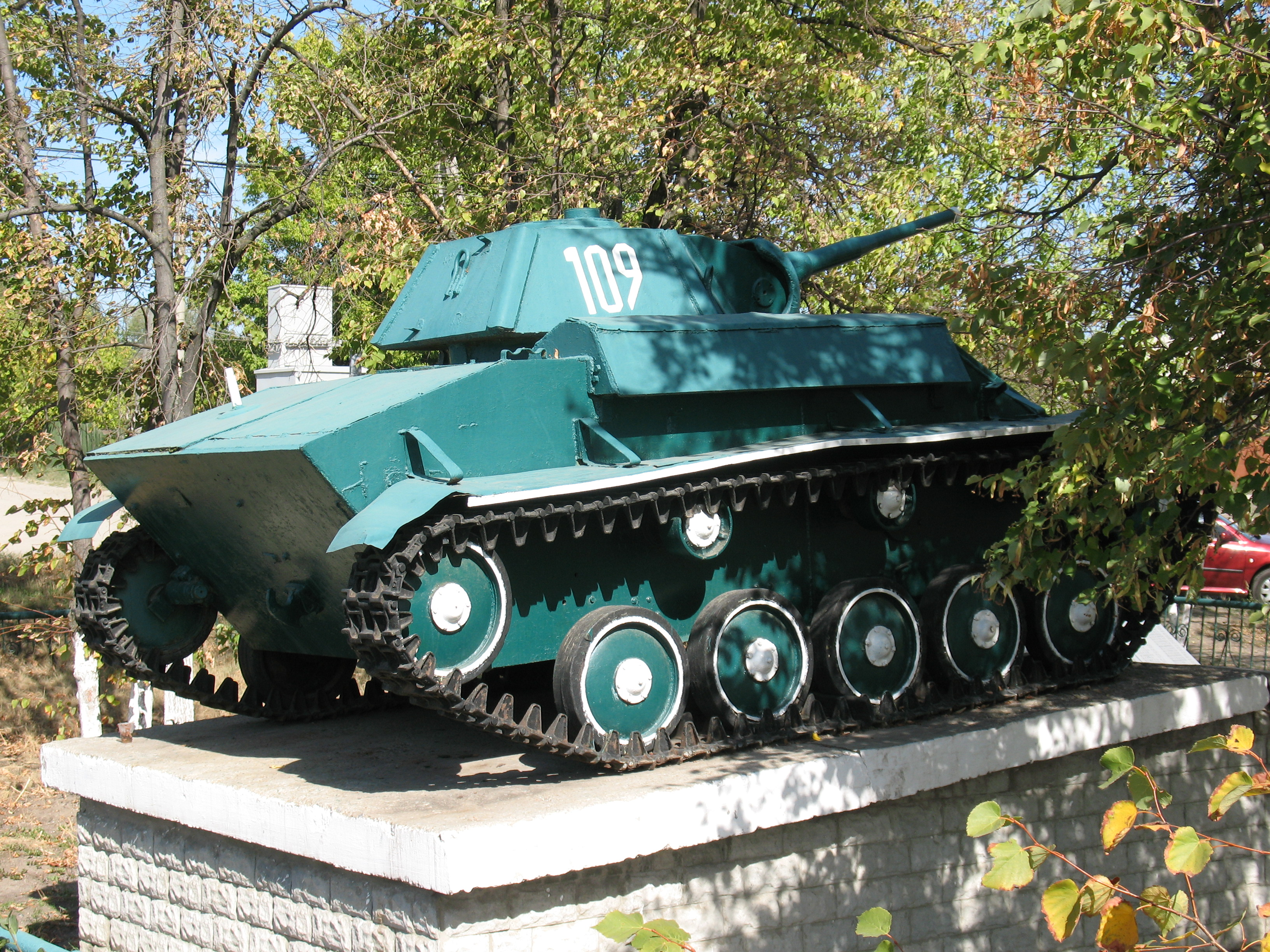
Вид ліворуч

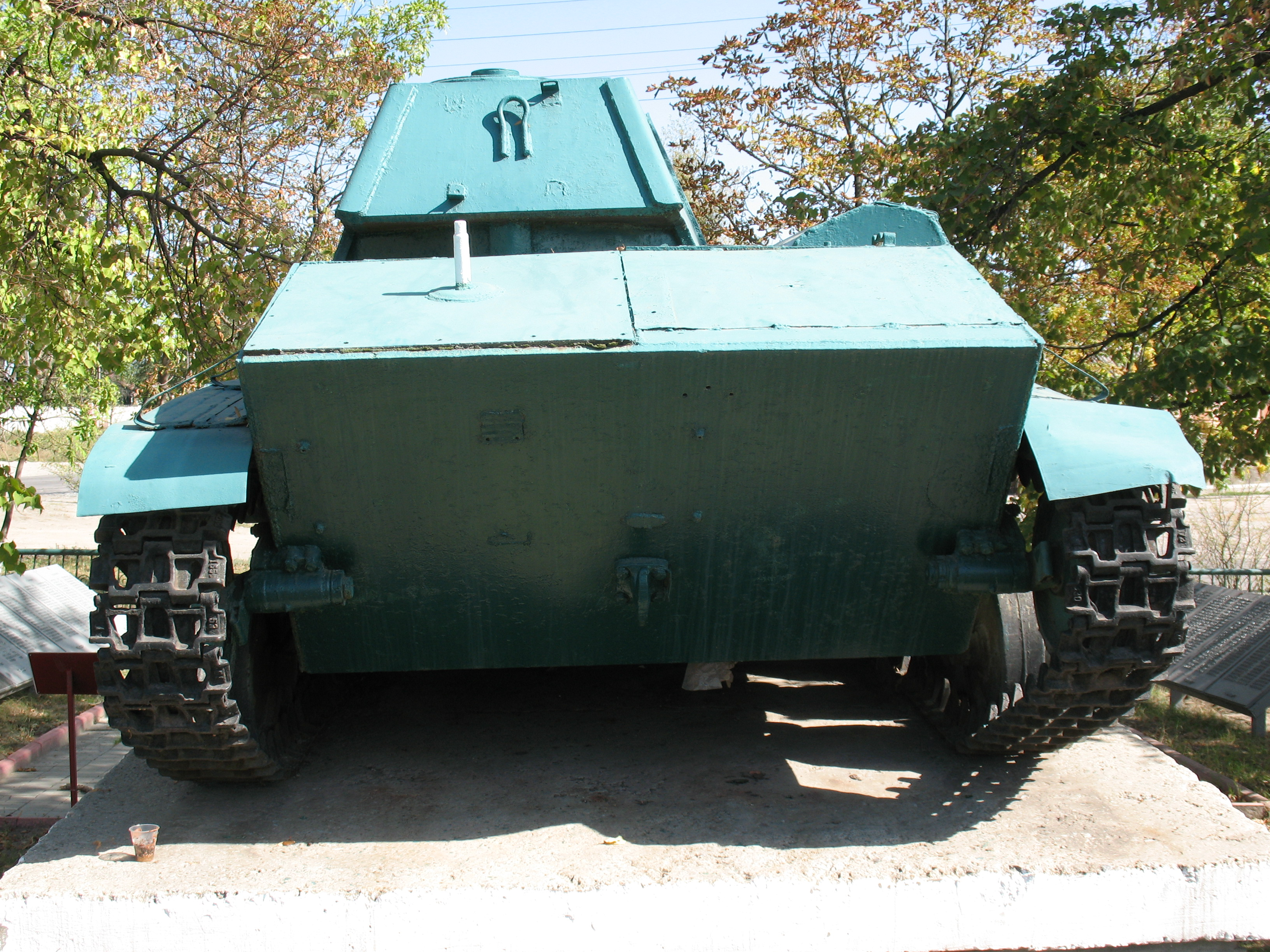
Вид ззаду (танк несиметричний)

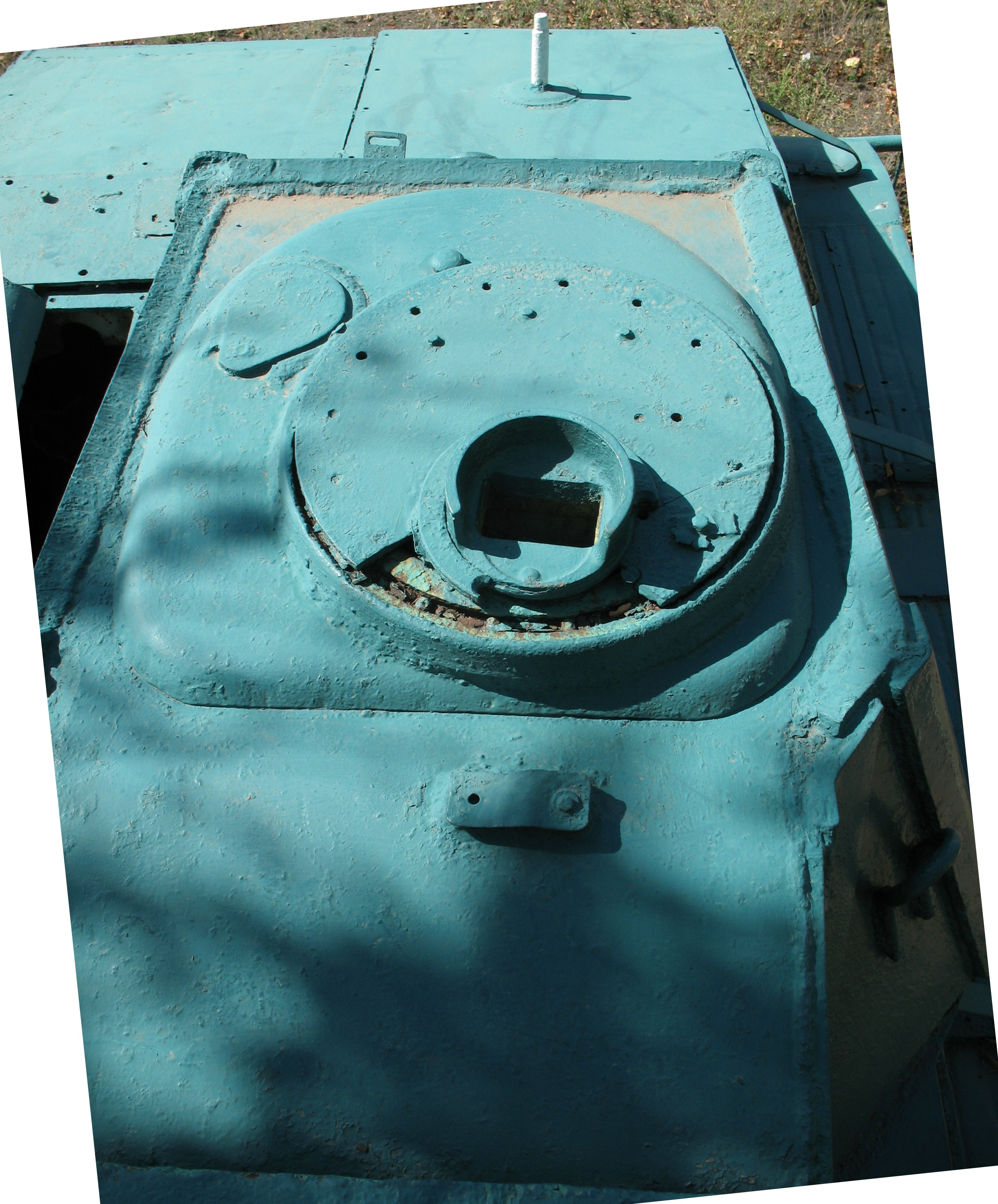
Вид зверху

- Командир 1-го танкового корпусу генерал-майор М. Ю. Катуков під час прийому у Й. В. Сталіна[3]:

Легкий танк Т-70 має більш солідний броньовий захист (малося на увазі в порівнянні з Т-60), озброєний 45-мм гарматою, на ньому встановлено два автомобільних двигуна. Але він тільки почав надходити на озброєння і поки себе нічим особливим не проявив. Одна морока з ними, товаришу Сталін.

- Документ 227-ї піхотної дивізії вермахту від 17 липня 1942[3]:

Відомості про новий російський танк Т-70.
{… Далі йде докладне і правильне перерахування ТТХ …}
Т-70 нібито введений замість Т-60. Про бронювання ще немає точних даних (наявні до цього часу показання полонених визначають товщину лобової і баштової броні в 35-45 мм, кормової і бортової від 10 до 15 мм). Необхідно встановити товщини броні у захопленого танка Т-70 і ці дані, так само як і дані про місцезнаходження танка, терміново донести.

- Лист від командувача 5-ї гвардійської танкової армії П. Ротмістрова Г. К. Жукову від 30 серпня 1943 року[3]:

Танки Т-70 просто не можна стало допускати до танкового бою, так як вони більш ніж легко знищуються вогнем німецьких танків …

- Доповідь генерал-лейтенанта танкових військ С. Богданова в ГАБТУ від 25 вересня 1943[3]:

Танк Т-70 зважаючи на свою високу рухливість якнайкраще відповідає завданню переслідуванню відступаючого противника …
На відміну від Т-34 і КВ, танк зазначеного типу володіє малою гучністю (звук танка не перевищує звуку автомобіля) навіть в русі на найвищих обертах, що укупі з малими розмірами самого танка, дозволяє підрозділам на Т-70 підбиратися практично впритул до супротивника, не викликаючи в нього передчасної паніки …
Якщо німецькі артилеристи можуть вести вогонь по танку Т-34 з відстані 800-1200 м, то малі розміри Т-70 на місцевості знижують цю дистанцію до 500-600 м. Мала вага танка полегшує його транспортування як до лінії фронту, так і під час евакуації підбитих танків у тил. Танки Т-70 простіші в освоєнні і управлінні малопідготовленими водіями, підлягають ремонту в польових умовах …
Усі наявні випадки великих втрат підрозділів танків Т-70 пояснюються здебільшого неграмотним застосуванням, а не конструктивними недоліками самого танка.
Вважаю рішення про припинення виробництва танка Т-70 передчасним. Випуск танка слід зберегти, підсиливши його озброєння за рахунок переходу до 45-мм гармати зр. 1942 або полкової гармати зр. 1943.

- Спогади ветерана М. Соломіна[16]:

Я був тоді в танковій армії у Рибалко в 55-й бригаді і воював на легкому танку Т-70 — «семидесятці». Та я тобі вже розповідав! Як мені цей танк? Та могила на гусеницях, втім, як і будь-який інший. І Т-34 нічим не краще, і ІС горів не гірше всіх їх. Хоча у Т-70, як і у будь-якого іншого, були свої плюси. Він був маленький за розмірами, тихий на ходу (не голосніше вантажної машини), верткий і прохідний. Так що любити його було за що. Але броня з боків усе ж тонка, і гарматка-сорокап'ятка теж слабенька, особливо проти важких танків.

## Оцінка проекту

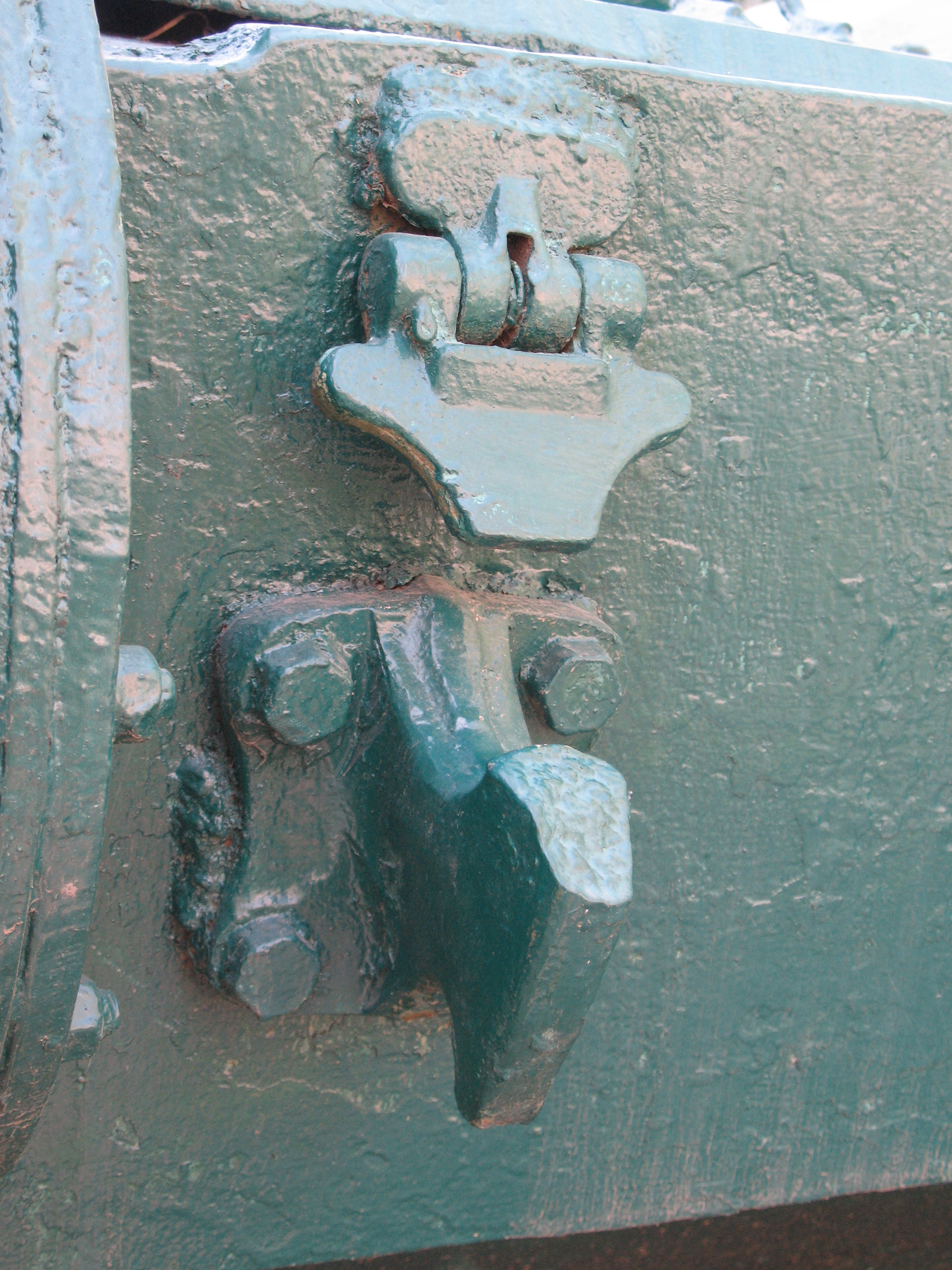
Буксирний крюк передній

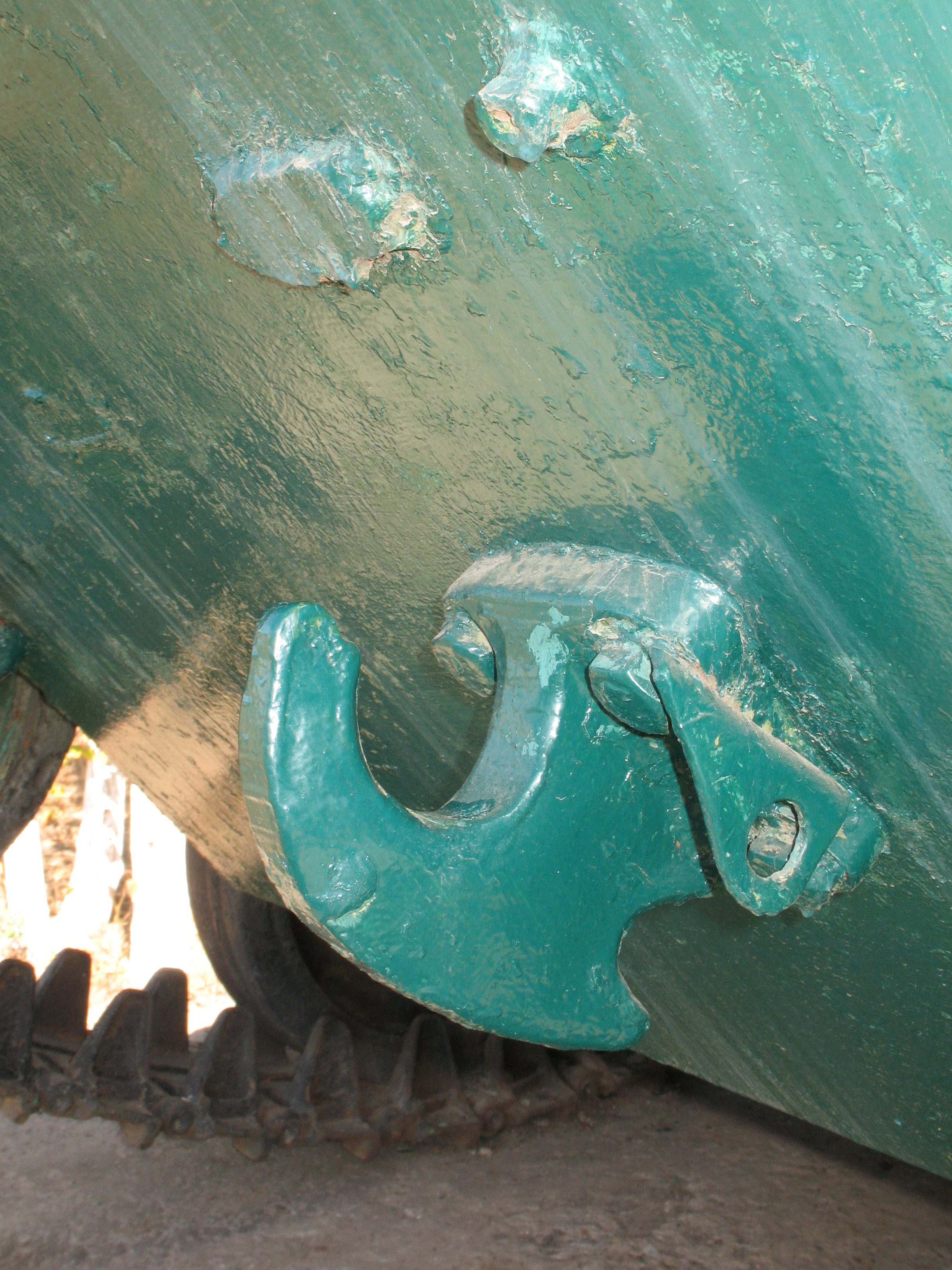
Буксирний крюк задній

Легкий танк Т-70

У попередньому розділі відгуки про легкий танк Т-70 вже дають значну частину оцінки цієї машини, але крім цього існує ряд гідних уваги обставин. Основною ідеєю «семидесятки», що створювалася в екстремальних умовах воєнного часу, було отримання максимальної технологічності і надійності конструкції, створеної на базі агрегатів масових армійських автомобілів, з посиленням озброєння та бронювання до рівня, адекватного протитанковій артилерії супротивника і захисту його танків. Як результат такого підходу, обсяги виробництва Т-70 на неспеціалізованих підприємствах виявилися досить високими, сам танк кращим по надійності в порівнянні з Т-34 або КВ-1 випуску 1942 року, але ціною за ці достоїнства стали невеликий потенціал подальшого розвитку конструкції і функціональна перевантаженість командира машини. Спроба подолати найбільш серйозний другий недолік натрапила на «підводні камені» першого. Хоча тримісний вдосконалений варіант Т-70 був побудований, прийнятий на озброєння РККА під маркою Т-80 і навіть запущений в серію, недостатня потужність силової установки ГАЗ-203 змусила конструкторів її форсувати зі значним зниженням надійності, що практично відразу ж привело до рекламацій з військ. В особі свого «спадкоємця» Т-80 «семидесятки» фактично мала задіяними останні резерви своєї конструкції. Головна перевага вищезгаданого підходу до створення легких танків зникла в результаті неминучого зростання вимог до бойових властивостей танка. У той же час до 1943 року виробництво Т-34 було оптимізовано з метою зниження вартості, а їх якість вже стало вважатися задовільною.
Другим чинником, який негативно вплинув на оцінку Т-70, став швидкий розвиток німецької танкової і протитанкової артилерії. Поява на полі бою у великих кількостях Т-34 зажадала від німців якісного посилення своїх гармат. Протягом 1942 року вермахт отримав велику кількість 50-мм і 75-мм протитанкових гармат, танків і САУ, озброєних довгоствольними 75-мм гарматами. 75-мм довгоствольна гармати не мали проблем у поразці Т-70 з будь-яких ракурсів і дистанцій бою; борти останнього були уразливі і для артилерії менших калібрів, аж до застарілої 37-мм гармати Pak 35/36. В результаті у відкритому танковому бою «семидесятка» шансів вже не мала, та й при прориві оборони, підготовленої в протитанковому відношенні, підрозділи Т-70 були приречені на високі втрати.

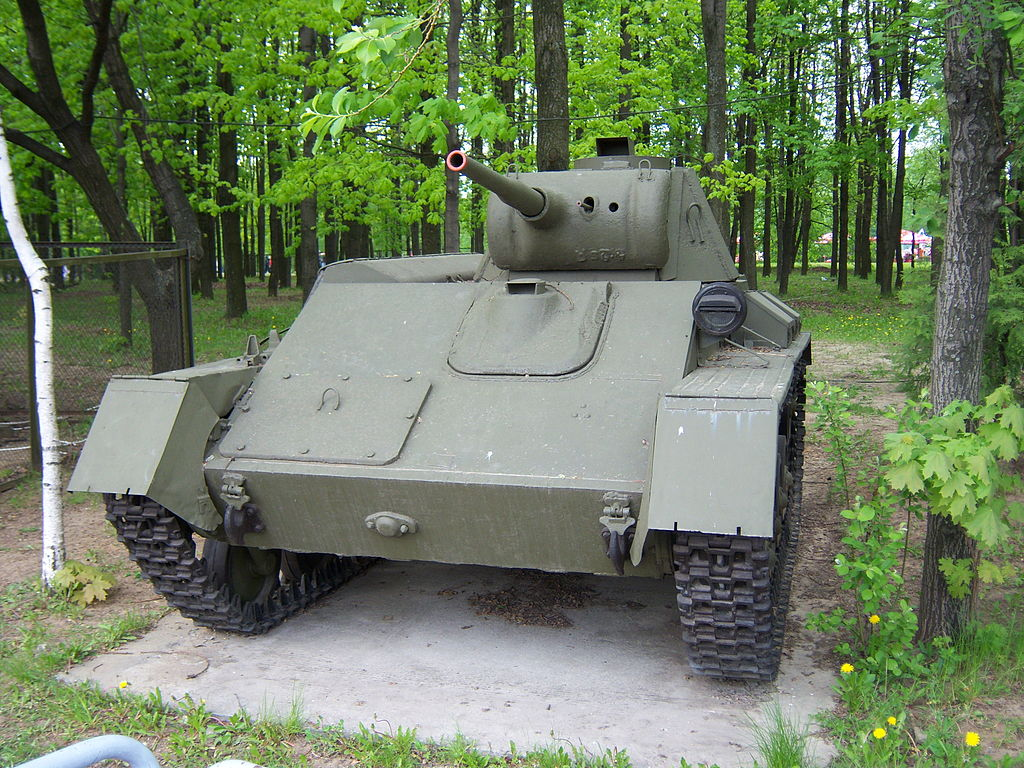
T-70

З цих причин Т-70 заробив собі невтішну репутацію. Однак навіть в умовах наявності у противника протитанкових засобів, здатних успішно вражати Т-70, він був цілком боєздатний при правильному застосуванні підрозділів таких танків. До такого застосування ставилися: переслідування відступаючих сил противника, інфільтрація і зухвалі рейди по тилах супротивника, розвідка. У всіх перерахованих видах дій підрозділів Т-70 атака бронетанкових сил ворога повинна була вестися переважно із засідок. Цьому тільки сприяли малі розміри і малошумність «семидесятки». Відомий факт поразки двох танків «Пантера» одним Т-70 (командир А. Пегов, 3-я Гвардійська танкова армія) із засідки, що тільки підтверджує боєздатність танка навіть в умовах 1944—1945 рр..
Використовуючи ці переваги, один Т-70 55-ї бригади під командуванням М. Соломіна зумів виконати поставлене завдання по атаці опорного пункту противника, тоді як при попередній атаці було втрачено 6 Т-34 і 2 M3 «Грант».
Однак так розкрити можливості Т-70 могли тільки досвідчені і тактично грамотні командири бронетанкових частин. Крім того, незалежно від намірів і планів командування, тактична «наступальна однобокість» підрозділів легких танків була потенційно небезпечна високими втратами і розгромом при швидких змінах обстановки в результаті адекватних заходів з боку супротивника. Взагалі, досвід Другої світової війни остаточно показав, що в умовах різкого зростання потужності протитанкової оборони легкий танк принципово непридатний як основа матеріальної частини танкових з'єднань, і тактична роль його вельми вузька. До теперішнього часу це становище не змінилося. Також варто відзначити більш низький відсоток безповоротних втрат «семидесяток» серед виведених ворогом з ладу радянських танків в порівнянні з Т-34 — згідно з фронтовими звітами, детонація боєкомплекту у Т-70 була рідкісним явищем. Підбиті Т-70 було легше евакуювати в тил, і багато які з них піддавалися ремонту в польових умовах.

### Зарубіжні аналоги
У порівнянні з іншими легкими танками маси близько 9-11 т (наприклад, німецький PzKpfw II, японський «Ха-Го») Т-70 мав кращий бронезахист, більш потужне озброєння, але значно поступався в плані раціонального розподілу обов'язків між членами екіпажу. За якістю засобів спостереження і зв'язку Т-70 також поступався німецькому танку. Однак всі ці машини на момент створення Т-70 оцінювалися як застарілі.
За своїми тактико-технічними характеристиками Т-70 був цілком на рівні з більш важким по масі американським легким танком M3 (M5) «Стюарт». Цей танк було розроблено в той же час і він постачався в РККА за програмою ленд-лізу. Т-70 приблизно рівноцінний американському танку по захисту лобової проєкції й озброєння (з кращою осколковою дією снаряда 45-мм гармати), поступаючись йому в швидкості, але значно виграючи в запасі ходу.
Ергономіку обох машин важко визнати вдалою. У Т-70 командир був функціонально перевантажений, але не був обмежений об'ємом бойового відділення. У «Стюарта» в башті знаходилося дві людини (і ще двоє у відділенні управління — з функціональної точки зору все було в порядку), але сама башта (особливо з підбашенним кошиком) була дуже тісною. Варто відзначити, що на M3 «Стюарт» використовувався авіаційний двигун і спеціальна трансмісія. Крім того, «Стюарт» за масою важчий Т-70 і зазвичай його відносять до категорії «легко-середніх» танків, тому його пряме порівняння з іншими легкими танками, як і з Т-70, є не зовсім коректним. Також Т-70 близький за характеристиками озброєння та бронювання раннім PzKpfw III і пізнім БТ, але вони вже належать до іншої масогабаритної категорії — «легко-середніх» танків за класифікацією британського історика Річарда Огоркевіча, тому пряме їх порівняння є неправомірним.

## Збережені екземпляри

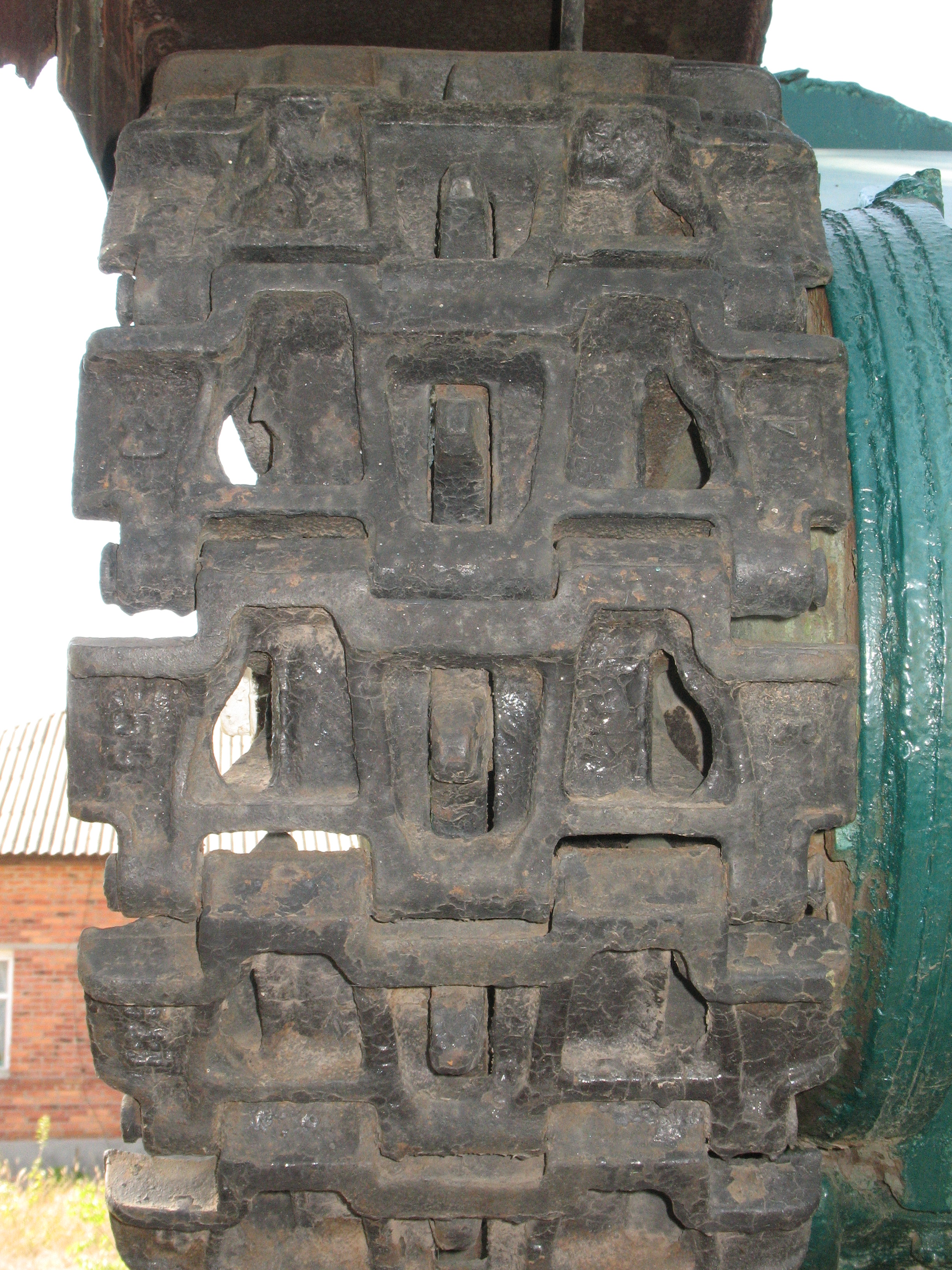
Гусениця Т-70 спереду

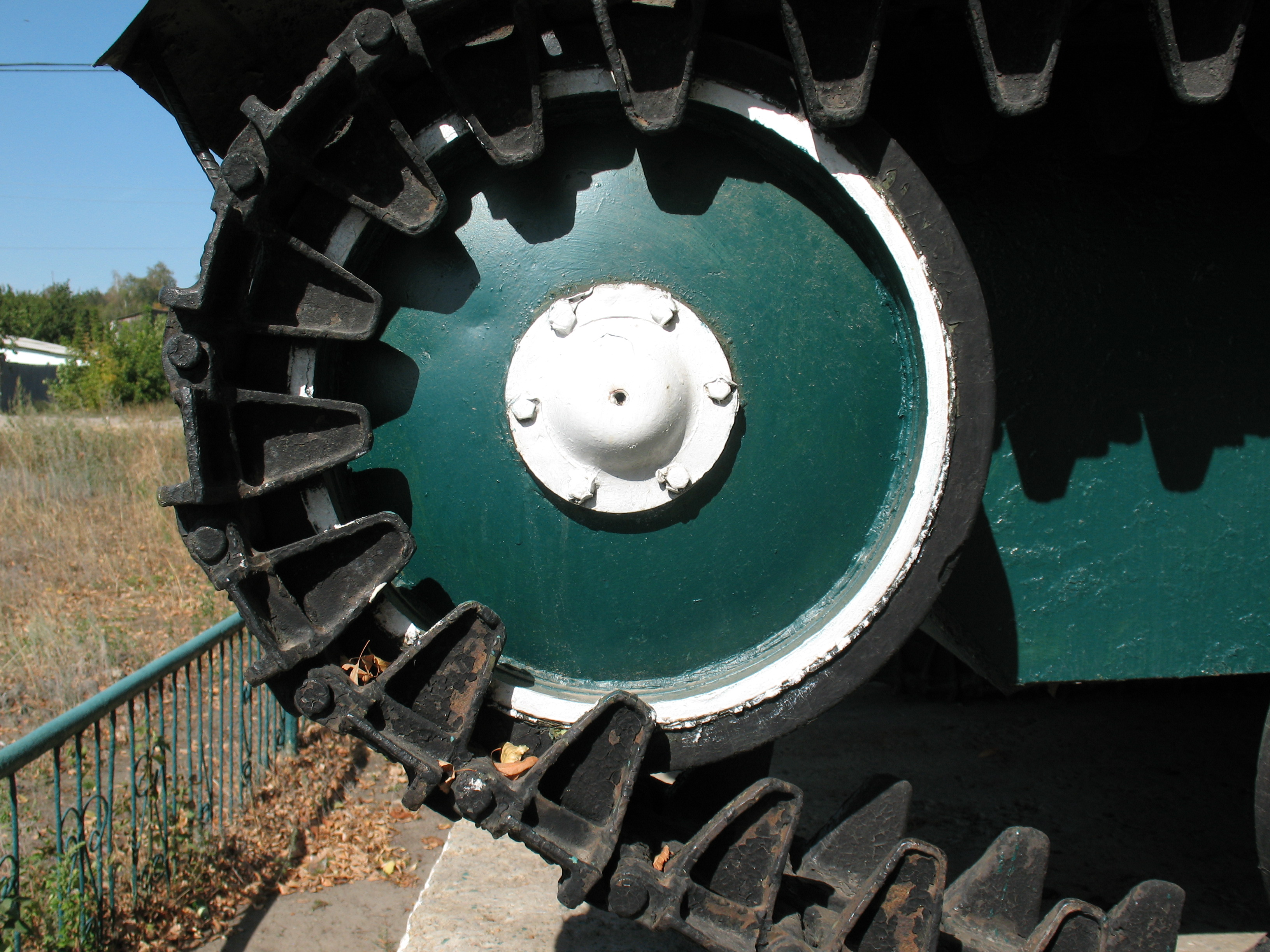
Гусениця збоку и задній коток

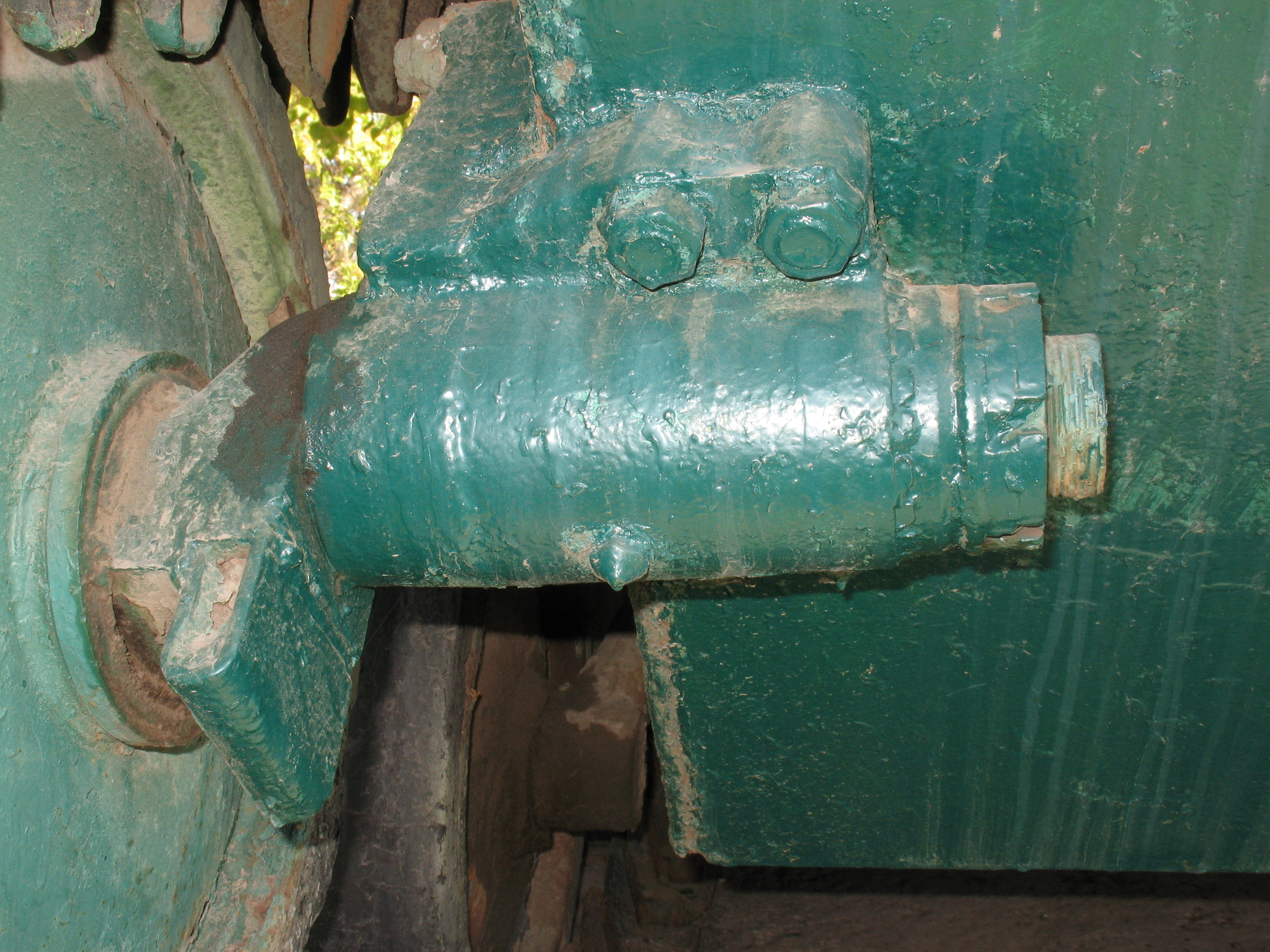
Підвіска заднього котка

Т-70 і Т-70М в достатній кількості представлені у військових музеях і в ролі танків-пам'ятників у різних місцях. У бронетанковому музеї в Кубинці є Т-70, знайдений в болоті в 2001 році і відновлений до ходового стану, там же знаходиться у складі композиції пам'ятника загиблим танкістам башта Т-70М. Танк Т-70М є у музеї Великої Вітчизняної війни в Москві. Також Т-70 є у військових музеях в Київі, Орлі, в технічному музеї в Тольятті, в танковому музеї у м. Верхня Пишма близько Єкатеринбурга, Саратовському державному музеї бойової слави, музеї в Познаньській цитаделі (Польща), а також в фінському танковому музеї в місті Парола (у фінського експоната немає гармати). Як пам'ятники «семидесятки» встановлені в містах:
- Білорусь:
  - Єзерище, Вітебська область: пам'ятник на могилі полковника Хайдукова.
- Росія:
  - Великі Луки: піднятий з боліт, відремонтований і подарований ветерану танкових військ Л. І. Калініній в 2003 році[19][20].
  - Великий Новгород: піднятий з дна озера Ільмень, встановлений в 1964 році.
  - Волгоград: піднято в 2008 році, встановлений на постамент.
  - Калач-на-Дону, Волгоградська область: встановлений у місті 8 грудня 1942 за наказом командира 152 тбат 69 ТБР, капітана Гладченко. Помпотех батальйону Бондаренко виділив на прохання калачевцев для пам'ятника машину з числа тих які не підлягали відновленню. Вважається, що це перший в історії Великої Вітчизняної війни пам'ятник-танк.
  - Кам'янськ-Шахтинський: брав участь у визволенні міста.
  - Нижній Новгород: у 6-й прохідний заводу ГАЗ.
  - Орел: брав участь у визволенні міста, був встановлений як пам'ятник в 1943 році і простояв до 1968 року, коли був замінений на Т-34-85 і відправлений до с. Самотній, встановлений як пам'ятник біля музею-діорами в 1985 році.
- Україна:
  - Бахчисарай, Автономна Республіка Крим.
  - Вершаці, Чигиринський район, Черкаська область.
  - Дніпро: на відкритому майданчику біля діорами «Битва за Дніпро». До 1967 р. цей танк служив пам'ятником генералу Ю. Г. Пушкіну.
  - Київ: майданчик військової техніки біля музею Великої Вітчизняної війни.
  - Костянтинівка, Донецька область.
  - Оскіл, Ізюмський район, Харківська область.
  - Мелітополь, Запорізька область.
  - Ніжин, Чернігівська область, пам'ятник на могилі гвардії майора Хайтовича.
  - Солоницівка, раніше Гаврилівка, Дергачівський район, Харківська область: сер. № танка: М303198.
  - Ужгород, Закарпатська область.

## Пам'ятники

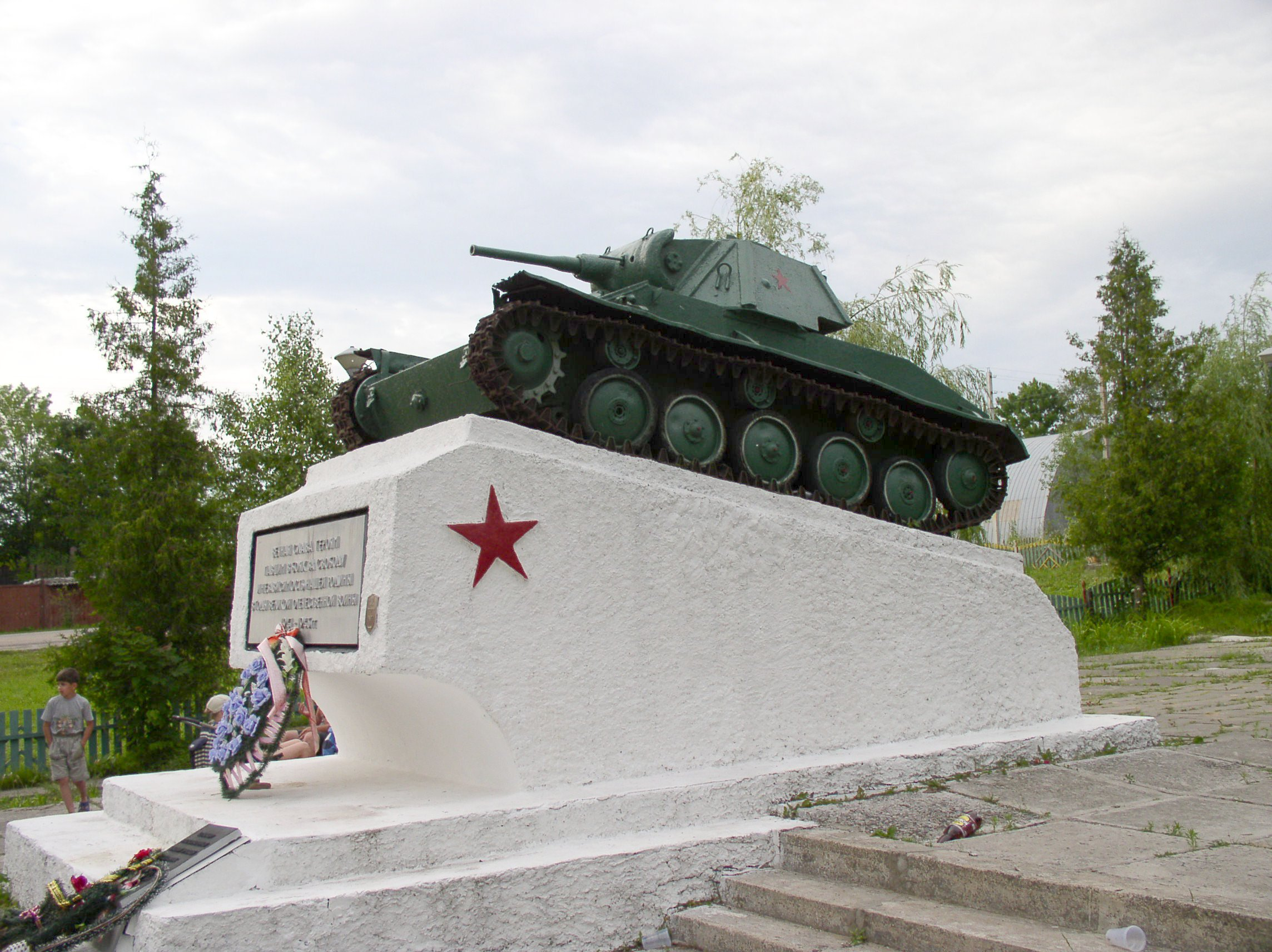
Танк-пам'ятник Т-70 в селищі Єзерище, Білорусь.
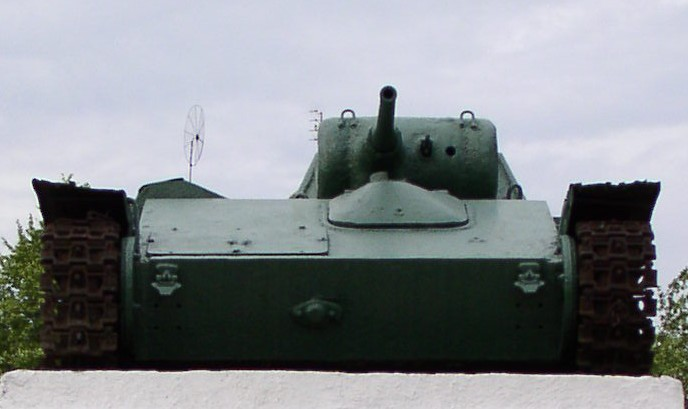
Т-70 в селищі Єзерище, Білорусь. Вид спереду.
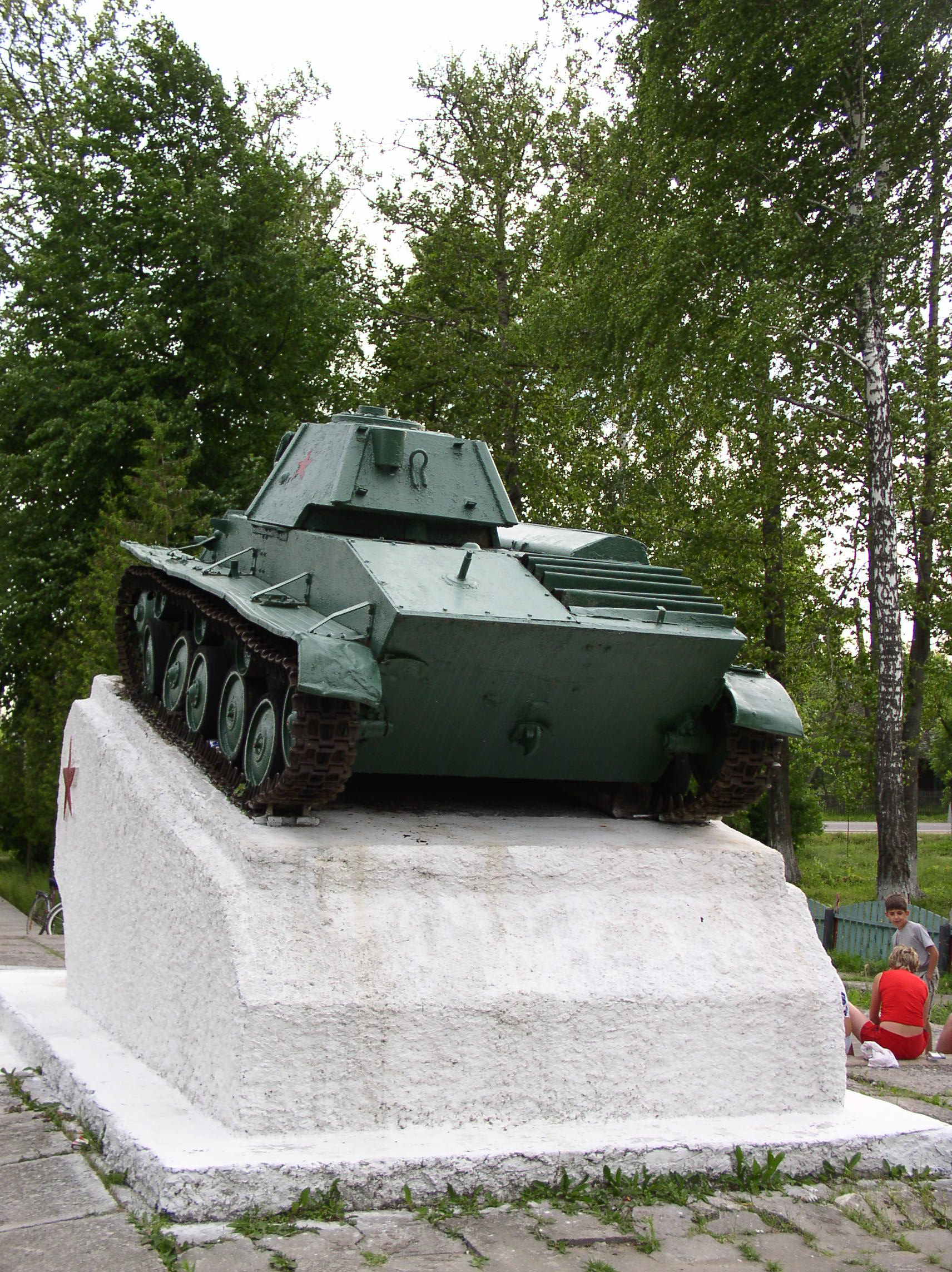
Т-70 в селищі Єзерище, Білорусь. Вид ззаду.
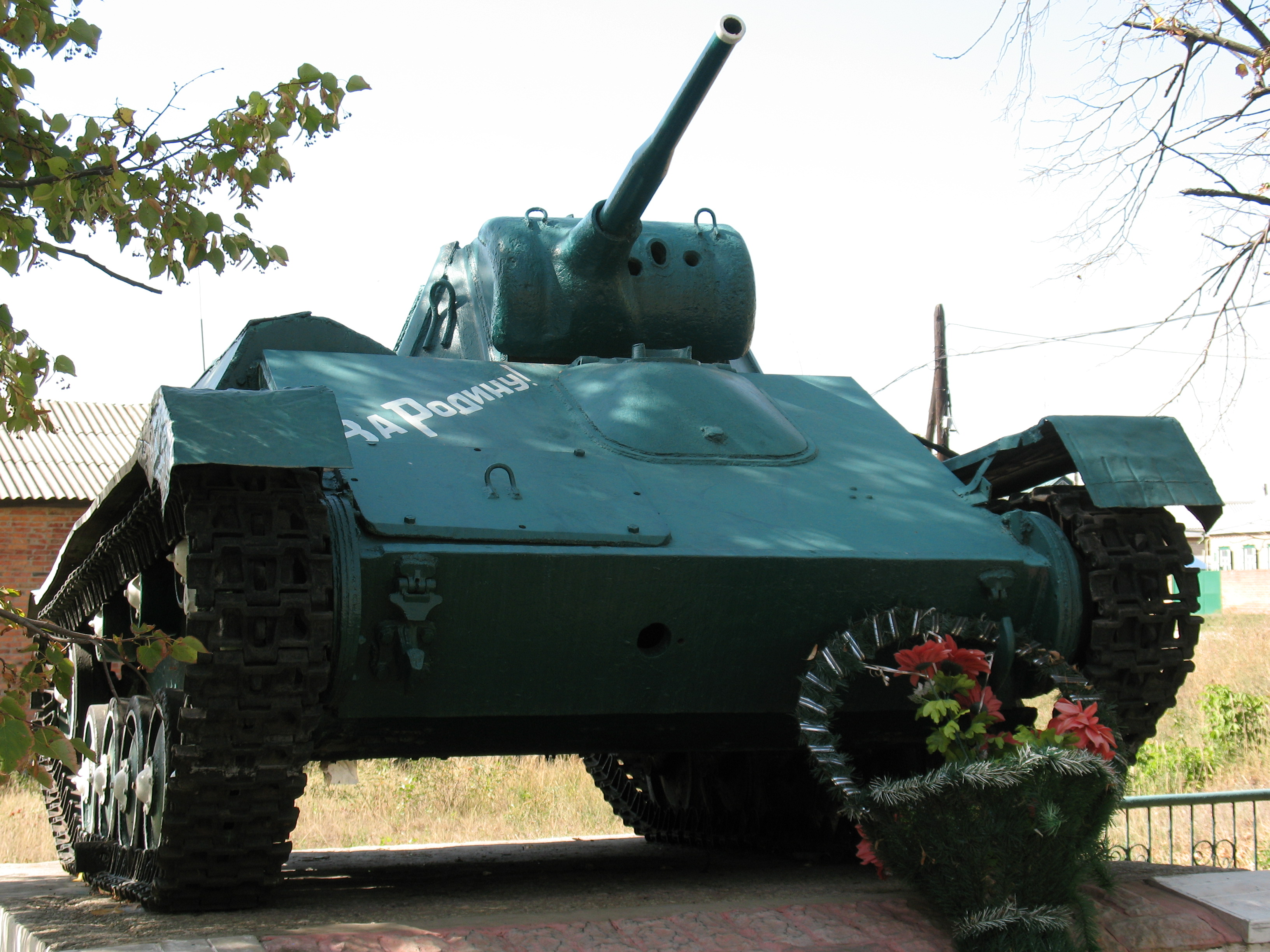
Пам'ятник Т-70 в Солоницівці, Україна.
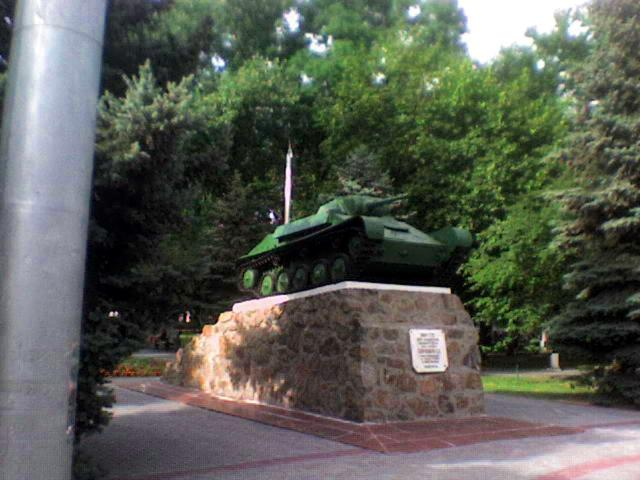
Пам'ятник Т-70 в Мелітополі, Україна.
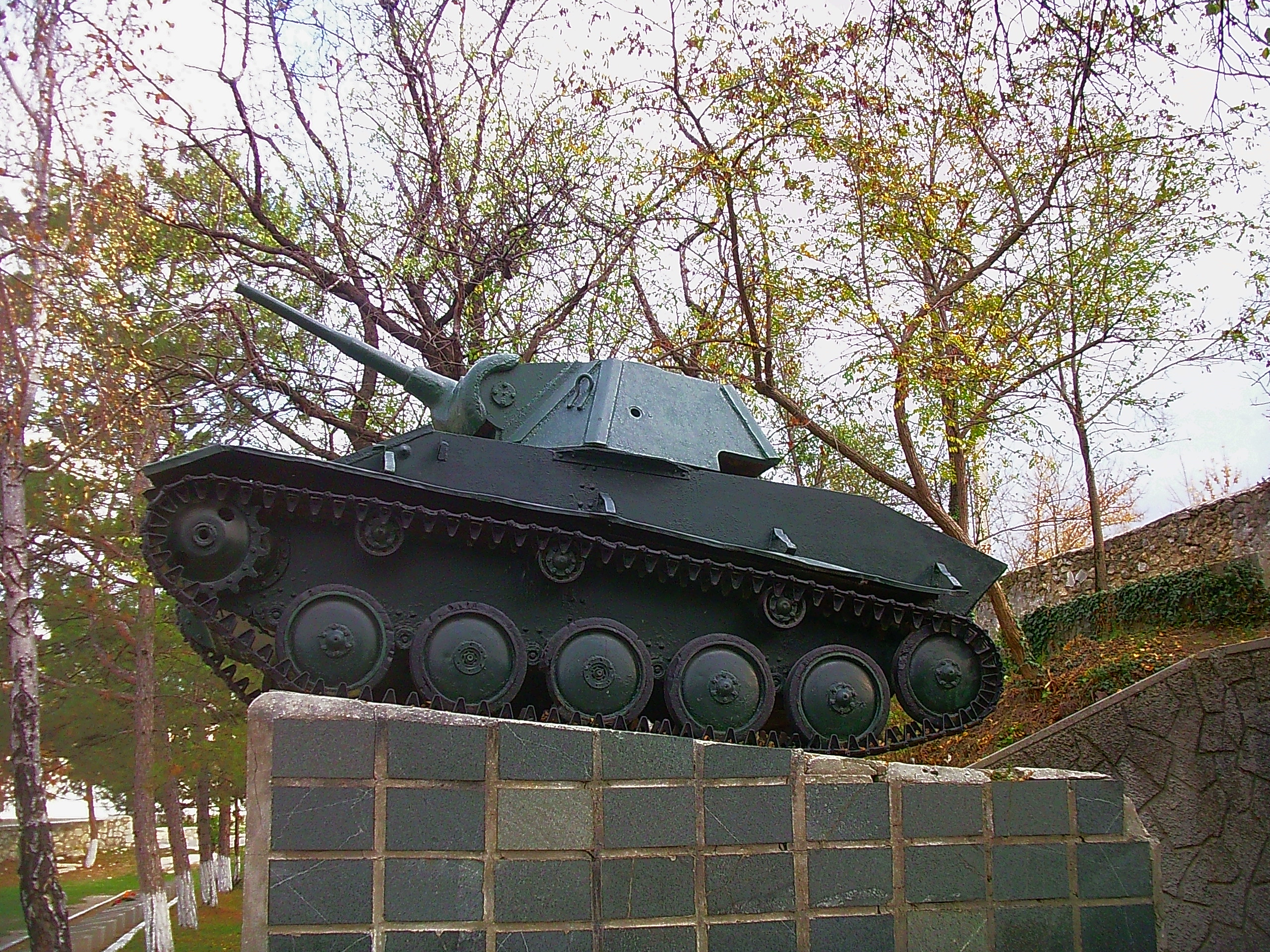
Т-70. Пам'ятник визволителям Бахчисараю, поряд з Ханським палацом, Україна.

## Т-70 в масовій культурі

### Відеоігри
Т-70 фігурує в досить великій кількості відеоігор різноманітних жанрів: в симуляторах бронетанкової і авіатехніки (як ціль), стратегіях реального часу і покрокових стратегіях. Зокрема в редакції Panzer General III Scorched Earth, де дія розгортається на Східному фронті, гравець може комплектувати з початку війни радянські частини (як розвідувальні, так і танкові) танком Т-70. В стратегії Company of Heroes 2 Т-70 є одним з основних зразків бронетехніки СРСР.
Т-70 можна побачити і у вітчизняних[джерело?] іграх, зокрема, в стратегіях реального часу «Бліцкриг» і Sudden Strike. Варто відзначити, що відображення особливостей використання Т-70 в цих іграх також далеко від реальності. Більш імовірно відображений Т-70М у військовій грі «Друга світова». Також танк Т-70 присутній в серії тактичних бойовиків «У тилу ворога». В грі «У тилу ворога 2: Лис пустелі» танк Т-70 присутній в оригінальній грі, в інших частинах впроваджений завдяки модам, особливо стараннями команди модмейкеров BTRH.

### Моделі Т-70

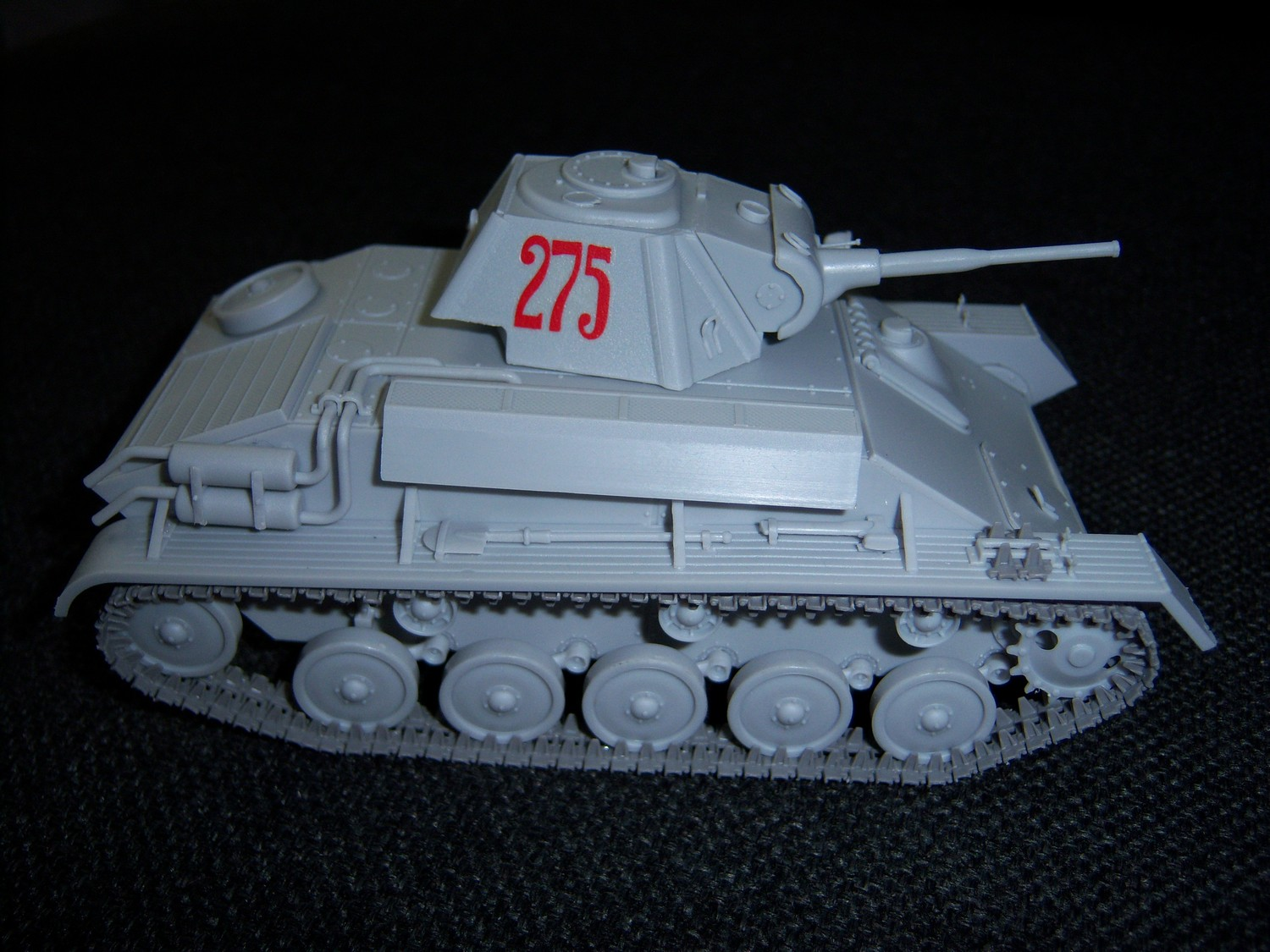
незабарвлена збірна модель легкого танка Т-70 фірми «МініАрт», Сімферополь

Масштабні копії Т-70 випускаються декількома фірмами-виробниками модельної продукції, проте в багатьох регіонах дістати їх вкрай важко. Моделі Т-70 виробляє українська фірма «МініАрт», причому як радянський, так і трофейний німецький варіанти. Креслення для самостійної споруди моделі Т-70 неодноразово публікувалися в журналах «Моделіст-конструктор», «М-Хобі», «Бронеколлекція» та ін.